# Выборы в Палату представителей США (2022)
Промежуточные выборы в Палату представителей США состоялись 8 ноября 2022 года. Голосование прошло во всех 435 округах Конгресса в каждом из 50 штатов США. Также избраны делегаты без права голоса от округа Колумбия и четырёх из пяти островных территорий США. Победители выборов составят 118-й Конгресс США; количество мест для каждого штата основано на данных переписи населения 2020 года. По итогам выборов 2018 года демократы не удержали большинство в Палате представителей. Их преимущество сократилось после электоральной кампании 2020 года.

## Члены Палаты представителей, объявившие об уходе
49 конгрессменов и один делегат, среди которых 30 демократов и 20 республиканцев, объявили об уходе. 17 из них (девять демократов и восемь республиканцев) решили баллотироваться на другую должность.

### Демократическая партия
1. Аризона (2): Энн Киркпатрик[2]
2. Вермонт: Питер Уэлч — кандидат в Сенат США[3]
3. Висконсин (3): Рон Кайнд[англ.][4]
4. Гавайи (2): Кай Кахеле[англ.] — кандидат в губернаторы Гавайев[5]
5. Гуам: Майкл Сан-Николас[англ.] — кандидат в губернаторы Гуама[6]
6. Иллинойс (1): Бобби Раш[7]
7. Иллинойс (17): Чери Бустос[англ.][8]
8. Калифорния (9): Джерри Макнерни[9]
9. Калифорния (14): Джекки Спайер[англ.][10]
10. Калифорния (37): Карен Басс — кандидат в мэры Лос-Анджелеса[11]
11. Калифорния (40): Люсиль Ройбал-Аллард[англ.][12]
12. Калифорния (47): Алан Лоуэнталь[13]
13. Кентукки (3): Джон Ярмут[англ.][14]
14. Колорадо (7): Эд Перлмуттер[англ.][15]
15. Мичиган (14): Бренда Лоуренс[англ.][16]
16. Мэриленд (4): Энтони Браун[англ.] — кандидат на пост генерального прокурора Мэриленда[17]
17. Нью-Джерси (8): Альбио Сайрес[англ.][18]
18. Нью-Йорк (3): Томас Суоцци[англ.] — кандидат в губернаторы Нью-Йорка[19]
19. Нью-Йорк (4): Кэтлин Райс[англ.][20]
20. Огайо (13): Тим Райан — кандидат в Сенат США[21]
21. Орегон (4): Питер Дефазио[англ.][22]
22. Пенсильвания (17): Конор Лэмб[англ.] — кандидат в Сенат США[23]
23. Пенсильвания (18): Майк Дойл[англ.][24]
24. Род-Айленд (2): Джеймс Ланжевен[англ.][25]
25. Северная Каролина (1): Джордж Баттерфилд[англ.][26]
26. Северная Каролина (4): Дэвид Прайс[англ.][27]
27. Теннесси (5): Джим Купер[англ.][28]
28. Техас (30): Эдди Бернис Джонсон[англ.][29]
29. Флорида (7): Стефани Мёрфи[30]
30. Флорида (10): Вэл Демингс — кандидат в Сенат США[31]

### Республиканская партия
1. Алабама (5): Мо Брукс — кандидат в Сенат США[32]
2. Джорджия (10): Джоди Хайс — кандидат на пост секретаря Джорджии[33]
3. Иллинойс (16): Адам Кинзингер[34]
4. Индиана (9): Трей Холлингсворт[35]
5. Калифорния (22): Конни Конвей[англ.][36]
6. Миссури (4): Вики Харцлер[англ.] — кандидат в Сенат США[37]
7. Миссури (7): Билли Лонг — кандидат в Сенат США[38]
8. Мичиган (6): Фред Аптон[англ.][39]
9. Нью-Йорк (1): Ли Зелдин — кандидат в губернаторы Нью-Йорка[40]
10. Нью-Йорк (23): Джо Семполински[англ.][41]
11. Нью-Йорк (24): Джон Кэтко[англ.][42]
12. Нью-Йорк (27): Крис Джейкобс[англ.][43]
13. Огайо (7): Боб Гиббс[44]
14. Огайо (16): Энтони Гонсалес[англ.][45]
15. Оклахома (2): Маркуэйн Маллин — кандидат в Сенат США[46]
16. Пенсильвания (12): Фред Келлер[англ.][47]
17. Северная Каролина (13): Тед Бадд — кандидат в Сенат США[48]
18. Техас (1): Луи Гомерт[англ.] — кандидат на пост генерального прокурора Техаса[49]
19. Техас (3): Вэн Тейлор[англ.][50]
20. Техас (8): Кевин Брейди[англ.][51]

## Результаты
| Штат              | Округ | Конгрессмен                                             | Партия          | Статус         | Кандидаты (партия) | Прим.           |  |
| ----------------- | ----- | ------------------------------------------------------- | --------------- | -------------- | --- | --------------- |  |
| Айдахо            | 1     | Расс Фулчер                                             | Республиканская | Переизбран     | - ▌ Расс Фулчер (Республиканская) — 71,34 % - ▌Кейли Питерсон (Демократическая) — 26,33 % - ▌Дариан Дрейк (Либертарианская) — 2,33 % | [ 52 ] [ 53 ]   |  |
| Айдахо            | 2     | Майк Симпсон                                            | Республиканская | Переизбран     | - ▌ Майк Симпсон (Республиканская) — 63,59 % - ▌Венди Норман (Демократическая) — 36,41 % | [ 52 ] [ 53 ]   |  |
|                   |       |                                                         |                 |                | |                 |  |
| Айова             | 1     | Марианнетт Миллер-Микс Перераспределена из 2-го округа. | Республиканская | Переизбрана    | - ▌ Марианнетт Миллер-Микс (Республиканская) — 53,40 % - ▌Кристина Боханнан (Демократическая) — 46,60 % | [ 54 ] [ 55 ]   |  |
| Айова             | 2     | Эшли Хинсон Перераспределена из 1-го округа.            | Республиканская | Переизбрана    | - ▌ Эшли Хинсон (Республиканская) — 54,12 % - ▌Лиз Матис (Демократическая) — 45,88 % | [ 54 ] [ 55 ]   |  |
| Айова             | 3     | Синди Аксн                                              | Демократическая | Победа (Респ.) | - ▌ Зак Нанн (Республиканская) — 50,35 % - ▌Синди Аксн (Демократическая) — 49,65 % | [ 54 ] [ 55 ]   |  |
| Айова             | 4     | Рэнди Финстра                                           | Республиканская | Переизбран     | - ▌ Рэнди Финстра (Республиканская) — 67,38 % - ▌Райан Мелтон (Демократическая) — 30,44 % - ▌Брайан Холдер (Либерти Кокус) — 2,18 % | [ 54 ] [ 55 ]   |  |
|                   |       |                                                         |                 |                | |                 |  |
| Алабама           | 1     | Джерри Карл                                             | Республиканская | Переизбран     | - ▌ Джерри Карл (Республиканская) — 84,21 % - ▌Александр Ремрей (Либертарианская) — 15,79 % | [ 56 ] [ 57 ]   |  |
| Алабама           | 2     | Барри Мур                                               | Республиканская | Переизбран     | - ▌ Барри Мур (Республиканская) — 69,12 % - ▌Филлис Харви-Холл (Демократическая) — 29,17 % - ▌Джонатан Реалз (Либертарианская) — 1,71 % | [ 56 ] [ 57 ]   |  |
| Алабама           | 3     | Майк Роджерс                                            | Республиканская | Переизбран     | - ▌ Майк Роджерс (Республиканская) — 71,25 % - ▌Лин Визи (Демократическая) — 25,15 % - ▌Дуглас Белл (Независимый) — 2,01 % - ▌Томас Кассон (Либертарианская) — 1,59 % | [ 56 ] [ 57 ]   |  |
| Алабама           | 4     | Роберт Адерхолт                                         | Республиканская | Переизбран     | - ▌ Роберт Адерхолт (Республиканская) — 83,73 % - ▌Рик Нейборс (Демократическая) — 13,58 % - ▌Джонни Кокран (Либертарианская) — 2,19 % | [ 56 ] [ 57 ]   |  |
| Алабама           | 5     | Мо Брукс                                                | Республиканская | Покинул пост   | - ▌ Дейл Стронг (Республиканская) — 67,20 % - ▌Кэти Уорнер-Стэнтон (Демократическая) — 29,60 % - ▌Пи Джи Грир (Либертарианская) — 3,20 % | [ 56 ] [ 57 ]   |  |
| Алабама           | 6     | Гэри Палмер                                             | Республиканская | Переизбран     | - ▌ Гэри Палмер (Республиканская) — 84,71 % - ▌Андрия Чиффо (Либертарианская) — 15,29 % | [ 56 ] [ 57 ]   |  |
| Алабама           | 7     | Терри Сьюэлл                                            | Демократическая | Переизбрана    | - ▌ Терри Сьюэлл (Демократическая) — 63,57 % - ▌Беатрис Николс (Республиканская) — 34,78 % - ▌Гэвин Гудман (Либертарианская) — 1,65 % | [ 56 ] [ 57 ]   |  |
|                   |       |                                                         |                 |                | |                 |  |
| Аляска            | —     | Мэри Пелтола                                            | Демократическая | Переизбрана    | Первый тур: - ▌ Мэри Пелтола (Демократическая) — 48,66 % - ▌ Сара Пэйлин (Республиканская) — 25,83 % - ▌Ник Бегич (Республиканская) — 23,62 % - ▌Крис Бай (Либертарианская) — 1,89 % Второй тур: - ▌ Мэри Пелтола (Демократическая) — 54,96 % - ▌Сара Пэйлин (Республиканская) — 45,04 %                                                                    | [ 59 ] [ 60 ]   |  |
|                   |       |                                                         |                 |                | |                 |  |
| Аризона           | 1     | Дэвид Швайкерт Перераспределён из 6-го округа.          | Республиканская | Переизбран     | - ▌ Дэвид Швайкерт (Республиканская) — 50,44 % - ▌Джевин Ходж (Демократическая) — 49,56 % | [ 61 ] [ 62 ]   |  |
| Аризона           | 2     | Том О’Холлеран Перераспределён из 1-го округа.          | Демократическая | Победа (Респ.) | - ▌ Эли Крейн (Республиканская) — 53,87 % - ▌Том О’Холлеран (Демократическая) — 46,13 % | [ 61 ] [ 62 ]   |  |
| Аризона           | 3     | Рубен Гальего Перераспределён из 7-го округа.           | Демократическая | Переизбран     | - ▌ Рубен Гальего (Демократическая) — 76,98 % - ▌Джефф Цинк (Республиканская) — 23,02 % | [ 61 ] [ 62 ]   |  |
| Аризона           | 4     | Грег Стэнтон Перераспределён из 9-го округа.            | Демократическая | Переизбран     | - ▌ Грег Стэнтон (Демократическая) — 56,11 % - ▌Келли Купер (Республиканская) — 43,89 % | [ 61 ] [ 62 ]   |  |
| Аризона           | 5     | Энди Биггс                                              | Республиканская | Переизбран     | - ▌ Энди Биггс (Республиканская) — 56,74 % - ▌Хавьер Рамос (Демократическая) — 37,40 % - ▌Клинт Смит (Независимый) — 5,86 % | [ 61 ] [ 62 ]   |  |
| Аризона           | 6     | Энн Киркпатрик Перераспределена из 2-го округа.         | Демократическая | Покинула пост  | - ▌ Хуан Цискомани (Республиканская) — 50,75 % - ▌Кирстен Энгель (Демократическая) — 49,25 % | [ 61 ] [ 62 ]   |  |
| Аризона           | 7     | Рауль Грихальва Перераспределён из 3-го округа.         | Демократическая | Переизбран     | - ▌Рауль Грихальва (Демократическая) — 64,54 % - ▌Луис Поццоло (Республиканская) — 35,46 % | [ 61 ] [ 62 ]   |  |
| Аризона           | 8     | Дебби Леско                                             | Республиканская | Переизбрана    | - ▌ Дебби Леско (Республиканская) | [ 61 ] [ 62 ]   |  |
| Аризона           | 9     | Пол Госар Перераспределён из 4-го округа.               | Республиканская | Переизбран     | - ▌ Пол Госар (Республиканская) | [ 61 ] [ 62 ]   |  |
|                   |       |                                                         |                 |                | |                 |  |
| Арканзас          | 1     | Рик Кроуфорд                                            | Республиканская | Переизбран     | - ▌ Рик Кроуфорд (Республиканская) — 73,80 % - ▌Монте Ходжес (Демократическая) — 26,20 % | [ 63 ] [ 64 ]   |  |
| Арканзас          | 2     | Френч Хилл                                              | Республиканская | Переизбран     | - ▌ Френч Хилл (Республиканская) — 60,04 % - ▌Квинтесса Хэтэуэй (Демократическая) — 35,26 % - ▌Майкл Уайт (Либертарианская) — 4,70 % | [ 63 ] [ 64 ]   |  |
| Арканзас          | 3     | Стив Уомак                                              | Республиканская | Переизбран     | - ▌ Стив Уомак (Республиканская) — 63,69 % - ▌Лорен Маллетт-Хейз (Демократическая) — 32,89 % - ▌Майкл Калагиас (Либертарианская) — 3,42 % | [ 63 ] [ 64 ]   |  |
| Арканзас          | 4     | Брюс Вестерман                                          | Республиканская | Переизбран     | - ▌ Брюс Вестерман (Республиканская) — 71,00 % - ▌Джон Уайт (Демократическая) — 26,19 % - ▌Грегори Максвелл (Либертарианская) — 2,81 % | [ 63 ] [ 64 ]   |  |
|                   |       |                                                         |                 |                | |                 |  |
| Вайоминг          | —     | Лиз Чейни                                               | Республиканская | Покинула пост  | - ▌ Харриет Хагеман (Республиканская) — 69,81 % - ▌Линетт Грей Булл (Демократическая) — 24,95 % - ▌Ричард Брубейкер (Либертарианская) — 2,86 % - ▌Марисса Селвиг (Конституционная) — 2,38 % | [ 66 ] [ 67 ]   |  |
|                   |       |                                                         |                 |                | |                 |  |
| Вашингтон         | 1     | Сюзан Дельбене                                          | Демократическая | Переизбрана    | - ▌ Сюзан Дельбене (Демократическая) — 63,56 % - ▌Винсент Кавалери (Республиканская) — 36,44 % | [ 68 ] [ 69 ]   |  |
| Вашингтон         | 2     | Рик Ларсен                                              | Демократическая | Переизбран     | - ▌ Рик Ларсен (Демократическая) — 60,18 % - ▌Дэн Мэтьюз (Республиканская) — 39,82 % | [ 68 ] [ 69 ]   |  |
| Вашингтон         | 3     | Хайме Эррера Бойтлер                                    | Республиканская | Покинула пост  | - ▌ Мари Перес (Демократическая) — 50,41 % - ▌Джо Кент (Республиканская) — 49,59 % | [ 68 ] [ 69 ]   |  |
| Вашингтон         | 4     | Дэн Ньюхаус                                             | Республиканская | Переизбран     | - ▌ Дэн Ньюхаус (Республиканская) — 68,05 % - ▌Дуг Уайт (Демократическая) — 31,95 % | [ 68 ] [ 69 ]   |  |
| Вашингтон         | 5     | Кэти Макморрис-Роджерс                                  | Республиканская | Переизбрана    | - ▌ Кэти Макморрис-Роджерс (Республиканская) — 59,65 % - ▌Наташа Хилл (Демократическая) — 40,35 % | [ 68 ] [ 69 ]   |  |
| Вашингтон         | 6     | Дерек Килмер                                            | Демократическая | Переизбран     | - ▌ Дерек Килмер (Демократическая) — 60,07 % - ▌Элизабет Крейзельмайер (Республиканская) — 39,93 % | [ 68 ] [ 69 ]   |  |
| Вашингтон         | 7     | Прамила Джаяпал                                         | Демократическая | Переизбрана    | - ▌ Прамила Джаяпал (Демократическая) — 85,75 % - ▌Клифф Мун (Республиканская) — 14,25 % | [ 68 ] [ 69 ]   |  |
| Вашингтон         | 8     | Ким Шрайер                                              | Демократическая | Переизбрана    | - ▌ Ким Шрайер (Демократическая) — 53,44 % - ▌Мэтт Ларкин (Республиканская) — 46,56 % | [ 68 ] [ 69 ]   |  |
| Вашингтон         | 9     | Адам Смит                                               | Демократическая | Переизбран     | - ▌ Адам Смит (Демократическая) — 71,75 % - ▌Дуг Баслер (Республиканская) — 28,25 % | [ 68 ] [ 69 ]   |  |
| Вашингтон         | 10    | Мэрилин Стрикленд                                       | Демократическая | Переизбрана    | - ▌ Мэрилин Стрикленд (Демократическая) — 57,06 % - ▌Кит Суонк (Республиканская) — 42,94 % | [ 68 ] [ 69 ]   |  |
|                   |       |                                                         |                 |                | |                 |  |
| Вермонт           | —     | Питер Уэлч                                              | Демократическая | Покинул пост   | - ▌ Бекка Балинт (Демократическая) — 62,80 % - ▌Лиам Мэдден (Республиканская) — 27,90 % - ▌Эрика Редик (Либертарианская) — 4,48 % - ▌Мэтт Дразба (Независимый) — 2,04 % - ▌Люк Тэлбот (Независимый) — 1,58 % - ▌Адам Ортис (Независимый) — 1,20 % | [ 71 ] [ 72 ]   |  |
|                   |       |                                                         |                 |                | |                 |  |
| Виргиния          | 1     | Роб Уиттман                                             | Республиканская | Переизбран     | - ▌ Роб Уиттман (Республиканская) — 56,02 % - ▌Герберт Джонс (Демократическая) — 42,99 % - ▌Дэвид Фостер (Независимый) — 0,99 % | [ 73 ] [ 74 ]   |  |
| Виргиния          | 2     | Элейн Лурия                                             | Демократическая | Победа (Респ.) | - ▌ Джен Кигганс (Республиканская) — 51,70 % - ▌Элейн Лурия (Демократическая) — 48,30 % | [ 73 ] [ 74 ]   |  |
| Виргиния          | 3     | Бобби Скотт                                             | Демократическая | Переизбран     | - ▌ Бобби Скотт (Демократическая) — 67,36 % - ▌Терри Намкунг (Республиканская) — 32,64 % | [ 73 ] [ 74 ]   |  |
| Виргиния          | 4     | Дональд Макичин                                         | Демократическая | Переизбран     | - ▌ Дональд Макичин (Демократическая) — 65,04 % - ▌Леон Бенджамин (Республиканская) — 34,96 % | [ 73 ] [ 74 ]   |  |
| Виргиния          | 5     | Боб Гуд                                                 | Республиканская | Переизбран     | - ▌ Боб Гуд (Республиканская) — 57,68 % - ▌Джошуа Тронбург (Демократическая) — 42,32 | [ 73 ] [ 74 ]   |  |
| Виргиния          | 6     | Бен Клайн                                               | Республиканская | Переизбран     | - ▌ Бен Клайн (Республиканская) — 64,50 % - ▌Дженнифер Льюис (Демократическая) — 35,50 % | [ 73 ] [ 74 ]   |  |
| Виргиния          | 7     | Эбигейл Спанбергер                                      | Демократическая | Переизбрана    | - ▌ Эбигейл Спанбергер (Демократическая) — 52,33 % - ▌Йесли Вега (Республиканская) — 47,67 % | [ 73 ] [ 74 ]   |  |
| Виргиния          | 8     | Дон Бейер                                               | Демократическая | Переизбран     | - ▌ Дон Бейер (Демократическая) — 73,67 % - ▌Карина Липсман (Республиканская) — 24,81 % - ▌Тедди Фикре (Независимый) — 1,52 % | [ 73 ] [ 74 ]   |  |
| Виргиния          | 9     | Морган Гриффит                                          | Республиканская | Переизбран     | - ▌ Морган Гриффит (Республиканская) — 73,40 % - ▌Тайша Девонан (Демократическая) — 26,60 % | [ 73 ] [ 74 ]   |  |
| Виргиния          | 10    | Дженнифер Векстон                                       | Демократическая | Переизбрана    | - ▌ Дженнифер Векстон (Демократическая) — 53,26 % - ▌Хун Цао (Республиканская) — 46,74 % | [ 73 ] [ 74 ]   |  |
| Виргиния          | 11    | Джерри Коннолли                                         | Демократическая | Переизбран     | - ▌ Джерри Коннолли (Демократическая) — 66,89 % - ▌Джеймс Майлз (Республиканская) — 33,11 % | [ 73 ] [ 74 ]   |  |
|                   |       |                                                         |                 |                | |                 |  |
| Висконсин         | 1     | Брайан Стейл                                            | Республиканская | Переизбран     | - ▌ Брайан Стейл (Республиканская) — 54,08 % - ▌Энн Роу (Демократическая) — 45,17 % - ▌Чарльз Бармен (Независимый) — 0,75 % | [ 75 ] [ 76 ]   |  |
| Висконсин         | 2     | Марк Покан                                              | Демократическая | Переизбран     | - ▌ Марк Покан (Демократическая) — 71,04 % - ▌Эрик Олсен (Республиканская) — 26,93 % - ▌Дуглас Александер (Независимый) — 2,03 % | [ 75 ] [ 76 ]   |  |
| Висконсин         | 3     | Рон Кайнд                                               | Демократическая | Покинул пост   | - ▌ Деррик Ван Орден (Республиканская) — 51,85 % - ▌Брэд Пфафф (Демократическая) — 48,15 % | [ 75 ] [ 76 ]   |  |
| Висконсин         | 4     | Гвен Мур                                                | Демократическая | Переизбрана    | - ▌ Гвен Мур (Демократическая) — 75,34 % - ▌Тим Роджерс (Республиканская) — 22,63 % - ▌Роберт Рэймонд (Независимый) — 2,03 % | [ 75 ] [ 76 ]   |  |
| Висконсин         | 5     | Скотт Фицджеральд                                       | Республиканская | Переизбран     | - ▌ Скотт Фицджеральд (Республиканская) — 64,43 % - ▌Майк Ван Сомерен (Демократическая) — 35,57 % | [ 75 ] [ 76 ]   |  |
| Висконсин         | 6     | Гленн Гротман                                           | Республиканская | Переизбран     | - ▌ Гленн Гротман (Республиканская) | [ 75 ] [ 76 ]   |  |
| Висконсин         | 7     | Том Тиффани                                             | Республиканская | Переизбран     | - ▌ Том Тиффани (Республиканская) — 61,88 % - ▌Ричард Осман (Демократическая) — 38,12 % | [ 75 ] [ 76 ]   |  |
| Висконсин         | 8     | Майк Галлахер                                           | Республиканская | Переизбран     | - ▌ Майк Галлахер (Республиканская) — 73,45 % - ▌Пол Бушер (Независимый) — 16,04 % - ▌Джейкоб Ванденплас (Либертарианская) — 10,51 % | [ 75 ] [ 76 ]   |  |
|                   |       |                                                         |                 |                | |                 |  |
| Гавайи            | 1     | Эд Кейс                                                 | Демократическая | Переизбран     | - ▌ Эд Кейс (Демократическая) — 73,70 % - ▌Конрад Кресс (Республиканская) — 26,30 % | [ 77 ] [ 78 ]   |  |
| Гавайи            | 2     | Кай Кахеле                                              | Демократическая | Покинул пост   | - ▌ Джилл Токуда (Демократическая) — 62,21 % - ▌Джо Акана (Республиканская) — 35,31 % - ▌Мишель Типпенс (Либертарианская) — 2,48 % | [ 77 ] [ 78 ]   |  |
|                   |       |                                                         |                 |                | |                 |  |
| Делавэр           | —     | Лиза Блант Рочестер                                     | Демократическая | Переизбрана    | - ▌ Лиза Блант Рочестер (Демократическая) — 55,47 % - ▌Ли Мёрфи (Республиканская) — 42,97 % - ▌Коди Макнатт (Либертарианская) — 0,95 % - ▌Дэвид Роджерс (Независимый) — 0,61 % | [ 80 ] [ 81 ]   |  |
|                   |       |                                                         |                 |                | |                 |  |
| Джорджия          | 1     | Бадди Картер                                            | Республиканская | Переизбран     | - ▌ Бадди Картер (Республиканская) — 59,15 % - ▌Уэйд Херринг (Демократическая) — 40,85 % | [ 82 ] [ 83 ]   |  |
| Джорджия          | 2     | Сэнфорд Бишоп                                           | Демократическая | Переизбран     | - ▌ Сэнфорд Бишоп (Демократическая) — 54,97 % - ▌Крис Уэст (Республиканская) — 45,03 % | [ 82 ] [ 83 ]   |  |
| Джорджия          | 3     | Дрю Фергюсон                                            | Республиканская | Переизбран     | - ▌ Дрю Фергюсон (Республиканская) — 68,75 % - ▌Вэл Альмонорд (Демократическая) — 31,25 % | [ 82 ] [ 83 ]   |  |
| Джорджия          | 4     | Хэнк Джонсон                                            | Демократическая | Переизбран     | - ▌ Хэнк Джонсон (Демократическая) — 78,49 % - ▌Джонатан Чавес (Республиканская) — 21,51 % | [ 82 ] [ 83 ]   |  |
| Джорджия          | 5     | Никема Уильямс                                          | Демократическая | Переизбрана    | - ▌ Никема Уильямс (Демократическая) — 82,48 % - ▌Кристиан Зимм (Республиканская) — 17,52 % | [ 82 ] [ 83 ]   |  |
| Джорджия          | 6     | вакантно                                                | вакантно        | вакантно       | - ▌ Рич Маккормик (Республиканская) — 62,22 % - ▌Боб Кристиан (Демократическая) — 37,78 % | [ 82 ] [ 83 ]   |  |
| Джорджия          | 7     | Кэролин Бурдо                                           | Демократическая | Покинула пост  | - ▌ Люси Макбат (Демократическая) — 61,05 % - ▌Марк Гонсалвес (Республиканская) — 38,95 % | [ 82 ] [ 83 ]   |  |
| Джорджия          | 7     | Люси Макбат Перераспределена из 6-го округа.            | Демократическая | Переизбрана    | - ▌ Люси Макбат (Демократическая) — 61,05 % - ▌Марк Гонсалвес (Республиканская) — 38,95 % | [ 82 ] [ 83 ]   |  |
| Джорджия          | 8     | Остин Скотт                                             | Республиканская | Переизбран     | - ▌ Остин Скотт (Республиканская) — 68,58 % - ▌Дарриус Батлер (Демократическая) — 31,42 % | [ 82 ] [ 83 ]   |  |
| Джорджия          | 9     | Эндрю Клайд                                             | Республиканская | Переизбран     | - ▌ Эндрю Клайд (Республиканская) — 72,35 % - ▌Майк Форд (Демократическая) — 27,65 % | [ 82 ] [ 83 ]   |  |
| Джорджия          | 10    | Джоди Хайс                                              | Республиканская | Покинул пост   | - ▌ Майк Коллинз (Республиканская) — 64,53 % - ▌Табита Джонсон-Грин (Демократическая) — 35,47 % | [ 82 ] [ 83 ]   |  |
| Джорджия          | 11    | Барри Лоудермилк                                        | Республиканская | Переизбран     | - ▌ Барри Лоудермилк (Республиканская) — 62,60 % - ▌Антонио Даса (Демократическая) — 37,40 % | [ 82 ] [ 83 ]   |  |
| Джорджия          | 12    | Рик Аллен                                               | Республиканская | Переизбран     | - ▌ Рик Аллен (Республиканская) — 59,60 % - ▌Лиз Джонсон (Демократическая) — 40,40 % | [ 82 ] [ 83 ]   |  |
| Джорджия          | 13    | Дэвид Скотт                                             | Демократическая | Переизбран     | - ▌ Дэвид Скотт (Демократическая) — 81,77 % - ▌Цезарь Гонсалес (Республиканская) — 18,23 % | [ 82 ] [ 83 ]   |  |
| Джорджия          | 14    | Марджори Тейлор Грин                                    | Республиканская | Переизбрана    | - ▌ Марджори Тейлор Грин (Республиканская) — 65,87 % - ▌Маркус Флауэрс (Демократическая) — 34,13 % | [ 82 ] [ 83 ]   |  |
|                   |       |                                                         |                 |                | |                 |  |
| Западная Виргиния | 1     | Кэрол Миллер Перераспределена из 3-го округа.           | Республиканская | Переизбрана    | - ▌ Кэрол Миллер (Республиканская) — 66,69 % - ▌Лейси Уотсон (Демократическая) — 28,80 % - ▌Белинда Фокс-Спенсер (Независимая) — 4,51 % | [ 85 ] [ 86 ]   |  |
| Западная Виргиния | 2     | Алекс Муни                                              | Республиканская | Переизбран     | - ▌ Алекс Муни (Республиканская) — 65,57 % - ▌Барри Уэнделл (Демократическая) — 34,43 % | [ 85 ] [ 86 ]   |  |
| Западная Виргиния | 2     | Дэвид Маккинли Перераспределён из 1-го округа.          | Республиканская | Покинул пост   | - ▌ Алекс Муни (Республиканская) — 65,57 % - ▌Барри Уэнделл (Демократическая) — 34,43 % | [ 85 ] [ 86 ]   |  |
|                   |       |                                                         |                 |                | |                 |  |
| Иллинойс          | 1     | Бобби Раш                                               | Демократическая | Покинул пост   | - ▌ Джонатан Джексон (Демократическая) — 67,04 % - ▌Эрик Карлсон (Республиканская) — 32,96 % | [ 88 ] [ 89 ]   |  |
| Иллинойс          | 2     | Робин Келли                                             | Демократическая | Переизбрана    | - ▌ Робин Келли (Демократическая) — 67,13 % - ▌Томас Линч (Республиканская) — 32,87 % | [ 88 ] [ 89 ]   |  |
| Иллинойс          | 3     | вакантно                                                | вакантно        | вакантно       | - ▌ Делия Рамирес (Демократическая) — 68,50 % - ▌Джастин Бурау (Республиканская) — 31,50 % | [ 88 ] [ 89 ]   |  |
| Иллинойс          | 4     | Чуи Гарсия                                              | Демократическая | Переизбран     | - ▌ Чуи Гарсия (Демократическая) — 68,45 % - ▌Джеймс Фалакос (Республиканская) — 28,09 % - ▌Эдвард Херши (Партия рабочего класса) — 3,46 % | [ 88 ] [ 89 ]   |  |
| Иллинойс          | 5     | Майк Куигли                                             | Демократическая | Переизбран     | - ▌ Майк Куигли (Демократическая) — 69,57 % - ▌Томми Хэнсон (Республиканская) — 28,82 % - ▌Джерико Круз (Независимый) — 1,62 % | [ 88 ] [ 89 ]   |  |
| Иллинойс          | 6     | Шон Кастен                                              | Демократическая | Переизбран     | - ▌ Шон Кастен (Демократическая) — 54,36 % - ▌Кит Пекау (Республиканская) — 45,64 % | [ 88 ] [ 89 ]   |  |
| Иллинойс          | 6     | Мари Ньюман Перераспределена из 3-го округа.            | Демократическая | Покинула пост  | - ▌ Шон Кастен (Демократическая) — 54,36 % - ▌Кит Пекау (Республиканская) — 45,64 % | [ 88 ] [ 89 ]   |  |
| Иллинойс          | 7     | Дэнни Дэвис                                             | Демократическая | Переизбран     | - ▌ Дэнни Дэвис (Демократическая) | [ 88 ] [ 89 ]   |  |
| Иллинойс          | 8     | Раджа Кришнамурти                                       | Демократическая | Переизбран     | - ▌ Раджа Кришнамурти (Демократическая) — 56,89 % - ▌Крис Даргис (Республиканская) — 43,11 % | [ 88 ] [ 89 ]   |  |
| Иллинойс          | 9     | Ян Шаковски                                             | Демократическая | Переизбрана    | - ▌ Ян Шаковски (Демократическая) — 71,69 % - ▌Макс Райс (Республиканская) — 28,31 % | [ 88 ] [ 89 ]   |  |
| Иллинойс          | 10    | Брэд Шнайдер                                            | Демократическая | Переизбран     | - ▌ Брэд Шнайдер (Демократическая) — 63,00 % - ▌Джозеф Северино (Республиканская) — 37,00 % | [ 88 ] [ 89 ]   |  |
| Иллинойс          | 11    | Билл Фостер                                             | Демократическая | Переизбран     | - ▌ Билл Фостер (Демократическая) — 56,45 % - ▌Каталина Лауф (Республиканская) — 43,55 % | [ 88 ] [ 89 ]   |  |
| Иллинойс          | 12    | Майк Бост                                               | Республиканская | Переизбран     | - ▌ Майк Бост (Республиканская) — 75,00 % - ▌Чип Маркел (Демократическая) — 25,00 % | [ 88 ] [ 89 ]   |  |
| Иллинойс          | 13    | вакантно                                                | вакантно        | вакантно       | - ▌ Никки Будзински (Демократическая) — 56,62 % - ▌Риган Диринг (Республиканская) — 43,38 % | [ 88 ] [ 89 ]   |  |
| Иллинойс          | 14    | Лорен Андервуд                                          | Демократическая | Переизбрана    | - ▌ Лорен Андервуд (Демократическая) — 54,16 % - ▌Скотт Грайдер (Республиканская) — 45,84 % | [ 88 ] [ 89 ]   |  |
| Иллинойс          | 15    | Мэри Миллер                                             | Республиканская | Переизбрана    | - ▌ Мэри Миллер (Республиканская) — 71,14 % - ▌Пол Ланге (Демократическая) — 28,86 % | [ 88 ] [ 89 ]   |  |
| Иллинойс          | 15    | Родни Дэвис Перераспределён из 13-го округа.            | Республиканская | Покинул пост   | - ▌ Мэри Миллер (Республиканская) — 71,14 % - ▌Пол Ланге (Демократическая) — 28,86 % | [ 88 ] [ 89 ]   |  |
| Иллинойс          | 16    | Адам Кинзингер                                          | Республиканская | Покинул пост   | - ▌ Дарин Лахуд (Республиканская) — 66,33 % - ▌Элизабет Хадерлейн (Демократическая) — 33,67 % | [ 88 ] [ 89 ]   |  |
| Иллинойс          | 16    | Дарин Лахуд Перераспределён из 18-го округа.            | Республиканская | Переизбран     | - ▌ Дарин Лахуд (Республиканская) — 66,33 % - ▌Элизабет Хадерлейн (Демократическая) — 33,67 % | [ 88 ] [ 89 ]   |  |
| Иллинойс          | 17    | Чери Бустос                                             | Демократическая | Покинула пост  | - ▌ Эрик Соренсен (Демократическая) — 51,99 % - ▌Эстер Джой Кинг (Республиканская) — 48,01 % | [ 88 ] [ 89 ]   |  |
|                   |       |                                                         |                 |                | |                 |  |
| Индиана           | 1     | Фрэнк Мрван                                             | Демократическая | Переизбран     | - ▌ Фрэнк Мрван (Демократическая) — 52,84 % - ▌Дженнифер-Рут Грин (Республиканская) — 47,16 % | [ 92 ] [ 93 ]   |  |
| Индиана           | 2     | вакантно                                                | вакантно        | вакантно       | - ▌ Руди Яким (Республиканская) — 64,57 % - ▌Пол Стьюри (Демократическая) — 32,41 % - ▌Уильям Генри (Либертарианская) — 3,02 % | [ 92 ] [ 93 ]   |  |
| Индиана           | 3     | Джим Бэнкс                                              | Республиканская | Переизбран     | - ▌ Джим Бэнкс (Республиканская) — 65,29 % - ▌Гэри Снайдер (Демократическая) — 30,05 % - ▌Натан Готш (Независимый) — 4,66 % | [ 92 ] [ 93 ]   |  |
| Индиана           | 4     | Джим Бэрд                                               | Республиканская | Переизбран     | - ▌ Джим Бэрд (Республиканская) — 68,22 % - ▌Роджер Дэй (Демократическая) — 31,78 % | [ 92 ] [ 93 ]   |  |
| Индиана           | 5     | Виктория Спартц                                         | Республиканская | Переизбрана    | - ▌ Виктория Спартц (Республиканская) — 61,07 % - ▌Джанин Ли Лейк (Демократическая) — 38,93 % | [ 92 ] [ 93 ]   |  |
| Индиана           | 6     | Грег Пенс                                               | Республиканская | Переизбран     | - ▌ Грег Пенс (Республиканская) — 67,53 % - ▌Синд Вирт (Демократическая) — 32,47 % | [ 92 ] [ 93 ]   |  |
| Индиана           | 7     | Андре Карсон                                            | Демократическая | Переизбран     | - ▌ Андре Карсон (Демократическая) — 66,96 % - ▌Анджела Грабовски (Республиканская) — 30,62 % - ▌Гэвин Мэйпл (Либертарианская) — 2,42 % | [ 92 ] [ 93 ]   |  |
| Индиана           | 8     | Ларри Бакшон                                            | Республиканская | Переизбран     | - ▌ Ларри Бакшон (Республиканская) — 65,73 % - ▌Рэй Маккормик (Демократическая) — 31,53 % - ▌Эндрю Хорнинг (Либертарианская) — 2,74 % | [ 92 ] [ 93 ]   |  |
| Индиана           | 9     | Трей Холлингсворт                                       | Республиканская | Покинул пост   | - ▌ Эрин Хоучин (Республиканская) — 63,56 % - ▌Мэтью Файф (Демократическая) — 33,61 % - ▌Тоня Миллис (Либертарианская) — 2,83 % | [ 92 ] [ 93 ]   |  |
|                   |       |                                                         |                 |                | |                 |  |
| Калифорния        | 1     | Даг Ламальфа                                            | Республиканская | Переизбран     | - ▌ Даг Ламальфа (Республиканская) — 62,07 % - ▌Макс Штайнер (Демократическая) — 37,93 % | [ 94 ] [ 95 ]   |  |
| Калифорния        | 2     | Джаред Хаффман                                          | Демократическая | Переизбран     | - ▌ Джаред Хаффман (Демократическая) — 74,40 % - ▌Дуглас Брауэр (Республиканская) — 25,60 % | [ 94 ] [ 95 ]   |  |
| Калифорния        | 3     | вакантно                                                | вакантно        | вакантно       | - ▌ Кевин Кайли (Республиканская) — 53,65 % - ▌Кермит Джонс (Демократическая) — 46,35 % | [ 94 ] [ 95 ]   |  |
| Калифорния        | 4     | Майк Томпсон Перераспределён из 5-го округа.            | Демократическая | Переизбран     | - ▌ Майк Томпсон (Демократическая) — 67,80 % - ▌Мэтт Брок (Республиканская) — 32,20 % | [ 94 ] [ 95 ]   |  |
| Калифорния        | 5     | Том Макклинток Перераспределён из 4-го округа.          | Республиканская | Переизбран     | - ▌ Том Макклинток (Республиканская) — 61,31 % - ▌Майк Баркли (Демократическая) — 38,69 % | [ 94 ] [ 95 ]   |  |
| Калифорния        | 6     | Ами Бера Перераспределён из 7-го округа.                | Демократическая | Переизбран     | - ▌ Ами Бера (Демократическая) — 55,95 % - ▌Тамика Гамильтон (Республиканская) — 44,05 % | [ 94 ] [ 95 ]   |  |
| Калифорния        | 7     | Дорис Мацуи Перераспределена из 6-го округа.            | Демократическая | Переизбрана    | - ▌ Дорис Мацуи (Демократическая) — 68,26 % - ▌Макс Семененко (Республиканская) — 31,74 % | [ 94 ] [ 95 ]   |  |
| Калифорния        | 8     | Джон Гараменди Перераспределён из 3-го округа.          | Демократическая | Переизбран     | - ▌ Джон Гараменди (Демократическая) — 75,73 % - ▌Руди Рецайл (Республиканская) — 24,27 % | [ 94 ] [ 95 ]   |  |
| Калифорния        | 9     | Джерри Макнерни                                         | Демократическая | Покинул пост   | - ▌ Джош Хардер (Демократическая) — 54,82 % - ▌Том Патти (Республиканская) — 45,18 % | [ 94 ] [ 95 ]   |  |
| Калифорния        | 9     | Джош Хардер Перераспределён из 10-го округа.            | Демократическая | Переизбран     | - ▌ Джош Хардер (Демократическая) — 54,82 % - ▌Том Патти (Республиканская) — 45,18 % | [ 94 ] [ 95 ]   |  |
| Калифорния        | 10    | Марк Десольнье Перераспределён из 11-го округа.         | Демократическая | Переизбран     | - ▌ Марк Десольнье (Демократическая) — 78,93 % - ▌Майкл Керр (Партия зелёных) — 21,07 % | [ 94 ] [ 95 ]   |  |
| Калифорния        | 11    | Нэнси Пелоси Перераспределена из 12-го округа.          | Демократическая | Переизбрана    | - ▌ Нэнси Пелоси (Демократическая) — 83,95 % - ▌Джон Деннис (Республиканская) — 16,05 % | [ 94 ] [ 95 ]   |  |
| Калифорния        | 12    | Барбара Ли Перераспределена из 13-го округа.            | Демократическая | Переизбрана    | - ▌ Барбара Ли (Демократическая) — 90,47 % - ▌Стивен Слаусон (Республиканская) — 9,53 % | [ 94 ] [ 95 ]   |  |
| Калифорния        | 13    | вакантно                                                | вакантно        | вакантно       | - ▌ Джон Дуарте (Республиканская) — 50,21 % - ▌Адам Грей (Демократическая) — 49,79 % | [ 94 ] [ 95 ]   |  |
| Калифорния        | 14    | Эрик Суолуэлл Перераспределён из 15-го округа.          | Демократическая | Переизбран     | - ▌ Эрик Суолуэлл (Демократическая) — 69,34 % - ▌Элисон Хейден (Республиканская) — 30,66 % | [ 94 ] [ 95 ]   |  |
| Калифорния        | 15    | Джеки Спайер Перераспределена из 14-го округа.          | Демократическая | Покинула пост  | - ▌ Кевин Маллин (Демократическая) — 55,46 % - ▌Дэвид Канепа (Демократическая) — 44,54 % | [ 94 ] [ 95 ]   |  |
| Калифорния        | 16    | Анна Эшу Перераспределена из 18-го округа.              | Демократическая | Переизбрана    | - ▌ Анна Эшу (Демократическая) — 57,77 % - ▌Риши Кумар (Демократическая) — 42,23 % | [ 94 ] [ 95 ]   |  |
| Калифорния        | 17    | Ро Ханна                                                | Демократическая | Переизбран     | - ▌ Ро Ханна (Демократическая) — 70,93 % - ▌Ритеш Тандон (Республиканская) — 29,07 % | [ 94 ] [ 95 ]   |  |
| Калифорния        | 18    | Зои Лофгрен Перераспределена из 19-го округа.           | Демократическая | Переизбрана    | - ▌ Зои Лофгрен (Демократическая) — 65,85 % - ▌Питер Эрнандес (Республиканская) — 34,15 % | [ 94 ] [ 95 ]   |  |
| Калифорния        | 19    | Джимми Панетта Перераспределён из 20-го округа.         | Демократическая | Переизбран     | - ▌ Джимми Панетта (Демократическая) — 68,65 % - ▌Джефф Горман (Республиканская) — 31,35 % | [ 94 ] [ 95 ]   |  |
| Калифорния        | 20    | Конни Конвей Перераспределена из 22-го округа.          | Республиканская | Покинула пост  | - ▌ Кевин Маккарти (Республиканская) — 67,25 % - ▌Мариса Вуд (Демократическая) — 32,75 % | [ 94 ] [ 95 ]   |  |
| Калифорния        | 20    | Кевин Маккарти Перераспределён из 23-го округа.         | Республиканская | Переизбран     | - ▌ Кевин Маккарти (Республиканская) — 67,25 % - ▌Мариса Вуд (Демократическая) — 32,75 % | [ 94 ] [ 95 ]   |  |
| Калифорния        | 21    | Джим Коста Перераспределён из 16-го округа.             | Демократическая | Переизбран     | - ▌ Джим Коста (Демократическая) — 54,18 % - ▌Майкл Махер (Республиканская) — 45,82 % | [ 94 ] [ 95 ]   |  |
| Калифорния        | 22    | Дэвид Валадао Перераспределён из 21-го округа.          | Республиканская | Переизбран     | - ▌ Дэвид Валадао (Республиканская) — 51,52 % - ▌Руди Салас (Демократическая) — 48,48 % | [ 94 ] [ 95 ]   |  |
| Калифорния        | 23    | Джей Обернолте Перераспределён из 8-го округа.          | Республиканская | Переизбран     | - ▌ Джей Обернолте (Республиканская) — 61,03 % - ▌Дерек Маршалл (Демократическая) — 38,97 % | [ 94 ] [ 95 ]   |  |
| Калифорния        | 24    | Салуд Карбахаль                                         | Демократическая | Переизбран     | - ▌ Салуд Карбахаль (Демократическая) — 60,57 % - ▌Брэд Аллен (Республиканская) — 39,43 % | [ 94 ] [ 95 ]   |  |
| Калифорния        | 25    | Рауль Руис Перераспределён из 36-го округа.             | Демократическая | Переизбран     | - ▌ Рауль Руис (Демократическая) — 57,38 % - ▌Брайан Хокинс (Республиканская) — 42,62 % | [ 94 ] [ 95 ]   |  |
| Калифорния        | 26    | Джулия Браунли                                          | Демократическая | Переизбрана    | - ▌ Джулия Браунли (Демократическая) — 54,53 % - ▌Мэтт Джейкобс (Республиканская) — 45,47 % | [ 94 ] [ 95 ]   |  |
| Калифорния        | 27    | Майк Гарсия Перераспределён из 25-го округа.            | Республиканская | Переизбрана    | - ▌ Майк Гарсия (Республиканская) — 53,24 % - ▌Кристи Смит (Демократическая) — 46,76 % | [ 94 ] [ 95 ]   |  |
| Калифорния        | 28    | Джуди Чу Перераспределена из 27-го округа.              | Демократическая | Переизбрана    | - ▌ Джуди Чу (Демократическая) — 66,24 % - ▌Уэс Холлман (Республиканская) — 33,76 % | [ 94 ] [ 95 ]   |  |
| Калифорния        | 29    | Тони Карденас                                           | Демократическая | Переизбран     | - ▌ Тони Карденас (Демократическая) — 58,54 % - ▌Анжелика Дуэньяс (Демократическая) — 41,46 % | [ 94 ] [ 95 ]   |  |
| Калифорния        | 30    | Адам Шифф Перераспределён из 28-го округа.              | Демократическая | Переизбран     | - ▌ Адам Шифф (Демократическая) — 71,11 % - ▌Мэйби Гёрл (Демократическая) — 28,89 % | [ 94 ] [ 95 ]   |  |
| Калифорния        | 31    | Грейс Наполитано Перераспределена из 32-го округа.      | Демократическая | Переизбрана    | - ▌ Грейс Наполитано (Демократическая) — 59,54 % - ▌Даниэль Мартинес (Республиканская) — 40,46 % | [ 94 ] [ 95 ]   |  |
| Калифорния        | 32    | Брэд Шерман Перераспределён из 30-го округа.            | Демократическая | Переизбран     | - ▌ Брэд Шерман (Демократическая) — 69,17 % - ▌Люси Волоцки (Республиканская) — 30,83 % | [ 94 ] [ 95 ]   |  |
| Калифорния        | 33    | Пит Агилар Перераспределён из 31-го округа.             | Демократическая | Переизбран     | - ▌ Пит Агилар (Демократическая) — 57,71 % - ▌Джон Портер (Республиканская) — 42,29 % | [ 94 ] [ 95 ]   |  |
| Калифорния        | 34    | Джимми Гомес                                            | Демократическая | Переизбран     | - ▌ Джимми Гомес (Демократическая) — 51,24 % - ▌Дэвид Ким (Демократическая) — 48,76 % | [ 94 ] [ 95 ]   |  |
| Калифорния        | 35    | Норма Торрес                                            | Демократическая | Переизбрана    | - ▌ Норма Торрес (Демократическая) — 57,36 % - ▌Майк Каргайл (Республиканская) — 42,64 % | [ 94 ] [ 95 ]   |  |
| Калифорния        | 36    | Тед Лью Перераспределён из 33-го округа.                | Демократическая | Переизбран     | - ▌ Тед Лью (Демократическая) — 69,75 % - ▌Джо Коллинз (Республиканская) — 30,25 % | [ 94 ] [ 95 ]   |  |
| Калифорния        | 37    | Карен Басс                                              | Демократическая | Покинула пост  | - ▌ Сидни Камлагер (Демократическая) — 63,96 % - ▌Джен Перри (Демократическая) — 36,04 % | [ 94 ] [ 95 ]   |  |
| Калифорния        | 38    | Линда Санчес                                            | Демократическая | Переизбрана    | - ▌ Линда Санчес (Демократическая) — 58,09 % - ▌Эрик Чинг (Республиканская) — 41,91 % | [ 94 ] [ 95 ]   |  |
| Калифорния        | 39    | Марк Такано Перераспределён из 41-го округа.            | Демократическая | Переизбран     | - ▌ Марк Такано (Демократическая) — 57,67 % - ▌Айя Смит (Республиканская) — 42,33 % | [ 94 ] [ 95 ]   |  |
| Калифорния        | 40    | Янг Ким Перераспределена из 39-го округа.               | Республиканская | Переизбрана    | - ▌ Янг Ким (Республиканская) — 56,84 % - ▌Асиф Махмуд (Демократическая) — 43,16 % | [ 94 ] [ 95 ]   |  |
| Калифорния        | 41    | Кен Калверт Перераспределён из 42-го округа.            | Республиканская | Переизбран     | - ▌ Кен Калверт (Республиканская) — 52,35 % - ▌Уилл Роллинз (Демократическая) — 47,65 % | [ 94 ] [ 95 ]   |  |
| Калифорния        | 42    | Люсиль Ройбал-Аллард Перераспределена из 40-го округа.  | Демократическая | Покинула пост  | - ▌ Роберт Гарсия (Демократическая) — 68,37 % - ▌Джон Бриско (Республиканская) — 31,63 % | [ 94 ] [ 95 ]   |  |
| Калифорния        | 42    | Алан Лоуэнталь Перераспределён из 47-го округа.         | Демократическая | Покинул пост   | - ▌ Роберт Гарсия (Демократическая) — 68,37 % - ▌Джон Бриско (Республиканская) — 31,63 % | [ 94 ] [ 95 ]   |  |
| Калифорния        | 43    | Максин Уотерс                                           | Демократическая | Переизбрана    | - ▌ Максин Уотерс (Демократическая) — 77,33 % - ▌Омар Наварро (Республиканская) — 22,67 % | [ 94 ] [ 95 ]   |  |
| Калифорния        | 44    | Нанетт Барраган                                         | Демократическая | Переизбрана    | - ▌ Нанетт Барраган (Демократическая) — 72,21 % - ▌Пол Джонс (Республиканская) — 27,79 % | [ 94 ] [ 95 ]   |  |
| Калифорния        | 45    | Мишель Стил Перераспределена из 48-го округа.           | Республиканская | Переизбрана    | - ▌ Мишель Стил (Республиканская) — 52,41 % - ▌Джей Чен (Демократическая) — 47,59 % | [ 94 ] [ 95 ]   |  |
| Калифорния        | 46    | Лу Корреа                                               | Демократическая | Переизбрана    | - ▌ Лу Корреа (Демократическая) — 61,79 % - ▌Кристофер Гонсалес (Республиканская) 38,21 % | [ 94 ] [ 95 ]   |  |
| Калифорния        | 47    | Кэти Портер Перераспределена из 45-го округа.           | Демократическая | Переизбрана    | - ▌ Кэти Портер (Демократическая) — 51,72 % - ▌Скотт Боу (Республиканская) — 48,28 % | [ 94 ] [ 95 ]   |  |
| Калифорния        | 48    | Даррелл Исса Перераспределён из 50-го округа.           | Республиканская | Переизбран     | - ▌ Даррелл Исса (Республиканская) — 60,36 % - ▌Стивен Хоулахан (Демократическая) — 39,64 % | [ 94 ] [ 95 ]   |  |
| Калифорния        | 49    | Майк Левин                                              | Демократическая | Переизбран     | - ▌ Майк Левин (Демократическая) — 52,63 % - ▌Брайан Мэриотт (Республиканская) — 47,37 % | [ 94 ] [ 95 ]   |  |
| Калифорния        | 50    | Скотт Питерс Перераспределён из 52-го округа.           | Демократическая | Переизбран     | - ▌ Скотт Питерс (Демократическая) — 62,84 % - ▌Кори Густафсон (Республиканская) — 37,16 % | [ 94 ] [ 95 ]   |  |
| Калифорния        | 51    | Сара Джейкобс Перераспределена из 53-го округа.         | Демократическая | Переизбрана    | - ▌ Сара Джейкобс (Демократическая) — 61,86 % - ▌Стэн Каплан (Республиканская) — 38,14 % | [ 94 ] [ 95 ]   |  |
| Калифорния        | 52    | Хуан Варгас Перераспределён из 51-го округа.            | Демократическая | Переизбран     | - ▌ Хуан Варгас (Демократическая) — 66,67 % - ▌Тайлер Джеффни (Республиканская) — 33,33 % | [ 94 ] [ 95 ]   |  |
|                   |       |                                                         |                 |                | |                 |  |
| Канзас            | 1     | Трейси Манн                                             | Республиканская | Переизбран     | - ▌ Трейси Манн (Республиканская) — 67,67 % - ▌Джимми Бирд (Демократическая) — 32,33 % | [ 97 ] [ 98 ]   |  |
| Канзас            | 2     | Джейк Латурнер                                          | Республиканская | Переизбран     | - ▌ Джейк Латурнер (Республиканская) — 57,64 % - ▌Патрик Шмидт (Демократическая) — 42,36 % | [ 97 ] [ 98 ]   |  |
| Канзас            | 3     | Шерис Дэвидс                                            | Демократическая | Переизбрана    | - ▌ Шерис Дэвидс (Демократическая) — 54,94 % - ▌Аманда Адкинс (Республиканская) — 42,76 % - ▌Стив Хоухе (Либертарианская) — 2,30 % | [ 97 ] [ 98 ]   |  |
| Канзас            | 4     | Рон Эстес                                               | Республиканская | Переизбран     | - ▌ Рон Эстес (Республиканская) — 63,34 % - ▌Боб Эрнандес (Демократическая) — 36,66 % | [ 97 ] [ 98 ]   |  |
|                   |       |                                                         |                 |                | |                 |  |
| Кентукки          | 1     | Джеймс Комер                                            | Республиканская | Переизбран     | - ▌ Джеймс Комер (Республиканская) — 74,90 % - ▌Джимми Осбрукс (Демократическая) — 25,10 % | [ 99 ] [ 100 ]  |  |
| Кентукки          | 2     | Бретт Гатри                                             | Республиканская | Переизбран     | - ▌ Бретт Гатри (Республиканская) — 71,86 % - ▌Хэнк Линдерман (Демократическая) — 28,14 % | [ 99 ] [ 100 ]  |  |
| Кентукки          | 3     | Джон Ярмут                                              | Демократическая | Покинул пост   | - ▌ Морган Макгарви (Демократическая) — 62,00 % - ▌Стюарт Рэй (Республиканская) — 38,00 % | [ 99 ] [ 100 ]  |  |
| Кентукки          | 4     | Томас Мэсси                                             | Республиканская | Переизбран     | - ▌ Томас Мэсси (Республиканская) — 65,03 % - ▌Мэтью Леман (Демократическая) — 31,04 % - ▌Итан Осборн (Независимый) — 3,92 % | [ 99 ] [ 100 ]  |  |
| Кентукки          | 5     | Хэл Роджерс                                             | Республиканская | Переизбран     | - ▌ Хэл Роджерс (Республиканская) — 82,17 % - ▌Конор Халблейб (Демократическая) — 17,83 % | [ 99 ] [ 100 ]  |  |
| Кентукки          | 6     | Энди Барр                                               | Республиканская | Переизбран     | - ▌ Энди Барр (Республиканская) — 65,09 % - ▌Джефф Янг (Демократическая) — 34,91 % | [ 99 ] [ 100 ]  |  |
|                   |       |                                                         |                 |                | |                 |  |
| Колорадо          | 1     | Диана Дегетт                                            | Демократическая | Переизбрана    | - ▌ Диана Дегетт (Демократическая) — 80,30 % - ▌Дженнифер Куалтери (Республиканская) — 17,53 % - ▌Джон Киттлсон (Либертарианская) — 2,18 % | [ 101 ] [ 102 ] |  |
| Колорадо          | 2     | Джо Негузе                                              | Демократическая | Переизбран     | - ▌ Джо Негузе (Демократическая) — 69,98 % - ▌Маршалл Доусон (Республиканская) — 28,01 % - ▌Стив Юраш (Центральная партия Колорадо) — 0,82 % - ▌Гэри Нэйшн (Конституционная) — 0,63 % - ▌Тим Вулф (Партия единства Америки) — 0,56 % | [ 101 ] [ 102 ] |  |
| Колорадо          | 3     | Лорен Боберт                                            | Республиканская | Переизбрана    | - ▌ Лорен Боберт (Республиканская) — 50,08 % - ▌Адам Фриш (Демократическая) — 49,92 % | [ 101 ] [ 102 ] |  |
| Колорадо          | 4     | Кен Бак                                                 | Республиканская | Переизбран     | - ▌ Кен Бак (Республиканская) — 60,94 % - ▌Айк Маккоркл (Демократическая) — 36,56 % - ▌Райан Макгонигал (Конституционная) — 2,50 % | [ 101 ] [ 102 ] |  |
| Колорадо          | 5     | Дуг Ламборн                                             | Республиканская | Переизбран     | - ▌ Дуг Ламборн (Республиканская) — 55,95 % - ▌Дэвид Торрес (Демократическая) — 40,29 % - ▌Брайан Фланаган (Либертарианская) — 2,55 % - ▌Кристофер Митчелл (Конституционная) — 1,21 % | [ 101 ] [ 102 ] |  |
| Колорадо          | 6     | Джейсон Кроу                                            | Демократическая | Переизбран     | - ▌ Джейсон Кроу (Демократическая) — 60,60 % - ▌Стивен Монахан (Республиканская) — 37,43 % - ▌Эрик Малдер (Либертарианская) — 1,97 % | [ 101 ] [ 102 ] |  |
| Колорадо          | 7     | Эд Перлмуттер                                           | Демократическая | Покинул пост   | - ▌ Бриттани Петтерсен (Демократическая) — 56,39 % - ▌Эрик Адланд (Республиканская) — 41,40 % - ▌Росс Клопф (Либертарианская) — 1,70 % - ▌Криттер Милтон (Партия единства Америки) — 0,51 % | [ 101 ] [ 102 ] |  |
| Колорадо          | 8     | вакантно                                                | вакантно        | вакантно       | - ▌ Ядира Каравео (Демократическая) — 48,38 % - ▌Барбара Киркмейер (Республиканская) — 47,69 % - ▌Ричард Уорд (Либертарианская) — 3,93 % | [ 101 ] [ 102 ] |  |
|                   |       |                                                         |                 |                | |                 |  |
| Коннектикут       | 1     | Джон Ларсон                                             | Демократическая | Переизбран     | - ▌ Джон Ларсон (Демократическая) — 61,32 % - ▌Ларри Лазор (Республиканская) — 37,52 % - ▌Мэри Сандерс (Партия зелёных) — 1,16 % | [ 103 ] [ 104 ] |  |
| Коннектикут       | 2     | Джо Кортни                                              | Демократическая | Переизбран     | - ▌ Джо Кортни (Демократическая) — 58,22 % - ▌Майк Франс (Республиканская) — 40,17 % - ▌Кевин Блэкер (Партия зелёных) — 0,86 % - ▌Уильям Холл (Либертарианская) — 0,75 % | [ 103 ] [ 104 ] |  |
| Коннектикут       | 3     | Роза Делауро                                            | Демократическая | Переизбрана    | - ▌ Роза Делауро (Демократическая) — 56,84 % - ▌Лесли Денардис (Республиканская) — 40,68 % - ▌Эми Чай (Либертарианская) — 1,67 % - ▌Джастин Паглино (Партия зелёных) — 0,81 % | [ 103 ] [ 104 ] |  |
| Коннектикут       | 4     | Джим Хаймс                                              | Демократическая | Переизбран     | - ▌ Джим Хаймс (Демократическая) — 59,41 % - ▌Джейм Стивенсон (Республиканская) — 40,59 % | [ 103 ] [ 104 ] |  |
| Коннектикут       | 5     | Джаханна Хейс                                           | Демократическая | Переизбрана    | - ▌ Джаханна Хейс (Демократическая) — 50,39 % - ▌Джордж Логан (Республиканская) — 49,61 % | [ 103 ] [ 104 ] |  |
|                   |       |                                                         |                 |                | |                 |  |
| Луизиана          | 1     | Стивен Скэлис                                           | Республиканская | Переизбран     | - ▌ Стивен Скэлис (Республиканская) — 72,80 % - ▌Кэти Дарлинг (Демократическая) — 25,19 % - ▌Говард Кирни (Либертарианская) — 2,01 % | [ 105 ] [ 106 ] |  |
| Луизиана          | 2     | Трой Картер                                             | Демократическая | Переизбран     | - ▌ Трой Картер (Демократическая) — 77,11 % - ▌Дэн Люкс (Республиканская) — 22,89 % | [ 105 ] [ 106 ] |  |
| Луизиана          | 3     | Клей Хиггинс                                            | Республиканская | Переизбран     | - ▌ Клей Хиггинс (Республиканская) — 64,32 % - ▌Холден Хоггатт (Республиканская) — 10,90 % - ▌Лесси Леблан (Демократическая) — 10,53 % - ▌Тиа Лебрен (Демократическая) — 9,43 % - ▌Томас Пейн-мл. (Республиканская) — 1,79 % - ▌Глория Уиггинс (Независимая) — 1,45 % - ▌Джейк Шахин (Республиканская) — 0,87 % - ▌Гай Маклендон (Либертарианская) — 0,71 % | [ 105 ] [ 106 ] |  |
| Луизиана          | 4     | Майк Джонсон                                            | Республиканская | Переизбран     | - ▌ Майк Джонсон (Республиканская) | [ 105 ] [ 106 ] |  |
| Луизиана          | 5     | Джулия Летлоу                                           | Республиканская | Переизбрана    | - ▌ Джулия Летлоу (Республиканская) — 67,58 % - ▌Омар Данцлер (Демократическая) — 15,72 % - ▌Эрл Хафф (Демократическая) — 8,67 % - ▌Аллен Гиллори (Республиканская) — 5,44 % - ▌Хантер Пуллен (Республиканская) — 2,59 % | [ 105 ] [ 106 ] |  |
| Луизиана          | 6     | Гаррет Грейвс                                           | Республиканская | Переизбран     | - ▌ Гаррет Грейвс (Республиканская) — 80,40 % - ▌Руфус Крейг (Либертарианская) — 13,02 % - ▌Брайан Белзер (Республиканская) — 6,58 % | [ 105 ] [ 106 ] |  |
|                   |       |                                                         |                 |                | |                 |  |
| Массачусетс       | 1     | Ричард Нил                                              | Демократическая | Переизбран     | - ▌ Ричард Нил (Демократическая) — 61,57 % - ▌Дин Мартилли (Республиканская) — 38,43 % | [ 107 ] [ 108 ] |  |
| Массачусетс       | 2     | Джеймс Макговерн                                        | Демократическая | Переизбран     | - ▌ Джеймс Макговерн (Демократическая) — 66,27 % - ▌Джеффри Соса-Пакетт (Республиканская) — 33,73 % | [ 107 ] [ 108 ] |  |
| Массачусетс       | 3     | Лори Трахан                                             | Демократическая | Переизбрана    | - ▌ Лори Трахан (Демократическая) — 63,56 % - ▌Дин Тран (Республиканская) — 36,44 % | [ 107 ] [ 108 ] |  |
| Массачусетс       | 4     | Джейк Окинклосс                                         | Демократическая | Переизбран     | - ▌ Джейк Окинклосс (Демократическая) | [ 107 ] [ 108 ] |  |
| Массачусетс       | 5     | Кэтрин Кларк                                            | Демократическая | Переизбрана    | - ▌ Кэтрин Кларк (Демократическая) — 74,05 % - ▌Кэролайн Коларуссо (Республиканская) — 25,95 % | [ 107 ] [ 108 ] |  |
| Массачусетс       | 6     | Сет Моултон                                             | Демократическая | Переизбран     | - ▌ Сет Моултон (Демократическая) — 62,92 % - ▌Боб Мэй (Республиканская) — 35,18 % - ▌Марк Ташджян (Либертарианская) — 1,90 % | [ 107 ] [ 108 ] |  |
| Массачусетс       | 7     | Айанна Прессли                                          | Демократическая | Переизбрана    | - ▌ Айанна Прессли (Демократическая) — 84,84 % - ▌Донни Палмер (Республиканская) — 15,16 % | [ 107 ] [ 108 ] |  |
| Массачусетс       | 8     | Стивен Линч                                             | Демократическая | Переизбран     | - ▌ Стивен Линч (Демократическая) — 69,82 % - ▌Роберт Бёрк (Республиканская) — 30,18 % | [ 107 ] [ 108 ] |  |
| Массачусетс       | 9     | Билл Китинг                                             | Демократическая | Переизбран     | - ▌ Билл Китинг (Демократическая) — 59,20 % - ▌Джесси Браун (Республиканская) — 40,80 % | [ 107 ] [ 108 ] |  |
|                   |       |                                                         |                 |                | |                 |  |
| Миннесота         | 1     | Брэд Финстад                                            | Республиканская | Переизбран     | - ▌ Брэд Финстад (Республиканская) — 53,85 % - ▌Джефф Эттингер (Демократическая) — 42,33 % - ▌Рихард Рейнсдорф (За легализацию марихуаны) — 2,16 % - ▌Брайан Абрахамсон (За легализацию каннабиса) — 1,66 % | [ 109 ] [ 110 ] |  |
| Миннесота         | 2     | Энджи Крейг                                             | Демократическая | Переизбрана    | - ▌ Энджи Крейг (Демократическая) — 50,97 % - ▌Тайлер Кистнер (Республиканская) — 45,73 % - ▌Пола Оверби (За легализацию марихуаны) — 3,30 % | [ 109 ] [ 110 ] |  |
| Миннесота         | 3     | Дин Филлипс                                             | Демократическая | Переизбран     | - ▌ Дин Филлипс (Демократическая) — 59,60 % - ▌Том Вейлер (Республиканская) — 40,40 % | [ 109 ] [ 110 ] |  |
| Миннесота         | 4     | Бетти Макколлум                                         | Демократическая | Переизбрана    | - ▌ Бетти Макколлум (Демократическая) — 67,69 % - ▌Мэй Лор Сюн (Республиканская) — 32,31 % | [ 109 ] [ 110 ] |  |
| Миннесота         | 5     | Ильхан Омар                                             | Демократическая | Переизбрана    | - ▌ Ильхан Омар (Демократическая) — 75,19 % - ▌Сисели Дэвис (Республиканская) — 24,81 % | [ 109 ] [ 110 ] |  |
| Миннесота         | 6     | Том Эммер                                               | Республиканская | Переизбран     | - ▌ Том Эммер (Республиканская) — 62,12 % - ▌Джин Хендрикс (Демократическая) — 37,88 % | [ 109 ] [ 110 ] |  |
| Миннесота         | 7     | Мишель Фишбах                                           | Республиканская | Переизбрана    | - ▌ Мишель Фишбах (Республиканская) — 67,00 % - ▌Джилл Абахсейн (Демократическая) — 27,63 % - ▌Трэвис Джонсон (За легализацию марихуаны) — 5,37 % | [ 109 ] [ 110 ] |  |
| Миннесота         | 8     | Пит Стаубер                                             | Республиканская | Переизбран     | - ▌ Пит Стаубер (Республиканская) — 57,24 % - ▌Дженнифер Шульц (Демократическая) — 42,76 % | [ 109 ] [ 110 ] |  |
|                   |       |                                                         |                 |                | |                 |  |
| Миссисипи         | 1     | Трент Келли                                             | Республиканская | Переизбран     | - ▌ Трент Келли (Республиканская) — 72,97 % - ▌Диана Блэк (Демократическая) — 27,03 % | [ 111 ] [ 112 ] |  |
| Миссисипи         | 2     | Бенни Томпсон                                           | Демократическая | Переизбран     | - ▌ Бенни Томпсон (Демократическая) — 60,10 % - ▌Брайан Флауэрс (Республиканская) — 39,90 % | [ 111 ] [ 112 ] |  |
| Миссисипи         | 3     | Майкл Гест                                              | Республиканская | Переизбран     | - ▌ Майкл Гест (Республиканская) — 70,74 % - ▌Шуваски Янг (Демократическая) — 29,26 % | [ 111 ] [ 112 ] |  |
| Миссисипи         | 4     | Стивен Палаццо                                          | Республиканская | Покинул пост   | - ▌ Майк Эзелл (Республиканская) — 73,35 % - ▌Джонни Дюпре (Демократическая) — 24,60 % - ▌Олден Джонсон (Либертарианская) — 2,05 % | [ 111 ] [ 112 ] |  |
|                   |       |                                                         |                 |                | |                 |  |
| Миссури           | 1     | Кори Буш                                                | Демократическая | Переизбрана    | - ▌ Кори Буш (Демократическая) — 72,86 % - ▌Эндрю Джонс (Республиканская) — 24,33 % - ▌Джордж Зсидисин (Либертарианская) — 2,81 % | [ 114 ] [ 115 ] |  |
| Миссури           | 2     | Энн Вагнер                                              | Республиканская | Переизбрана    | - ▌ Энн Вагнер (Республиканская) — 54,89 % - ▌Триш Ганби (Демократическая) — 43,05 % - ▌Билл Сланц (Либертарианская) — 2,06 % | [ 114 ] [ 115 ] |  |
| Миссури           | 3     | Блейн Люткемейер                                        | Республиканская | Переизбран     | - ▌ Блейн Люткемейер (Республиканская) — 65,11 % - ▌Бетани Мэн (Демократическая) — 34,89 % | [ 114 ] [ 115 ] |  |
| Миссури           | 4     | Вики Харцлер                                            | Республиканская | Покинула пост  | - ▌ Марк Элфорд (Республиканская) — 71,31 % - ▌Джек Трумэн (Демократическая) — 26,29 % - ▌Рэнди Лангкраер (Либертарианская) — 2,40 % | [ 114 ] [ 115 ] |  |
| Миссури           | 5     | Эмануэль Кливер                                         | Демократическая | Переизбран     | - ▌ Эмануэль Кливер (Демократическая) — 61,02 % - ▌Джейкоб Терк (Республиканская) — 36,44 % - ▌Робин Доминик (Либертарианская) — 2,54 % | [ 114 ] [ 115 ] |  |
| Миссури           | 6     | Сэм Грейвс                                              | Республиканская | Переизбран     | - ▌ Сэм Грейвс (Республиканская) — 70,32 % - ▌Генри Мартин (Демократическая) — 27,48 % - ▌Энди Мейдмент (Либертарианская) — 2,19 % | [ 114 ] [ 115 ] |  |
| Миссури           | 7     | Билли Лонг                                              | Республиканская | Покинул пост   | - ▌ Эрик Бёрлисон (Республиканская) — 70,88 % - ▌Кристен Радакер-Шиффер (Демократическая) — 26,79 % - ▌Кевин Крейг (Либертарианская) — 2,33 % | [ 114 ] [ 115 ] |  |
| Миссури           | 8     | Джейсон Смит                                            | Республиканская | Переизбран     | - ▌ Смит Джейсон (Республиканская) — 75,99 % - ▌Рэнди Маккаллиан (Демократическая) — 21,90 % - ▌Джим Хиггинс (Либертарианская) — 2,11 % | [ 114 ] [ 115 ] |  |
|                   |       |                                                         |                 |                | |                 |  |
| Мичиган           | 1     | Джек Бергман                                            | Республиканская | Переизбран     | - ▌ Джек Бергман (Республиканская) — 59,98 % - ▌Боб Лоринсер (Демократическая) — 37,42 % - ▌Лиз Хакола (Партия рабочего класса) — 1,42 % - ▌Эндрю Гейл (Либертарианская) — 1,18 % | [ 116 ] [ 117 ] |  |
| Мичиган           | 2     | Джон Муленар Перераспределён из 4-го округа.            | Республиканская | Переизбран     | - ▌ Джон Муленар (Республиканская) — 63,68 % - ▌Джерри Хиллиард (Демократическая) — 34,30 % - ▌Натан Хьюер (Либертарианская) — 2,02 % | [ 116 ] [ 117 ] |  |
| Мичиган           | 3     | Питер Мейер                                             | Республиканская | Покинул пост   | - ▌ Хиллари Шолтен (Демократическая) — 54,87 % - ▌Джон Гиббс (Республиканская) — 41,96 % - ▌Джейми Льюис (Либертарианская) — 1,96 % - ▌Луи Палус (Партия рабочего класса) — 1,21 % | [ 116 ] [ 117 ] |  |
| Мичиган           | 4     | Билл Хьюзенга Перераспределён из 2-го округа.           | Республиканская | Переизбран     | - ▌ Билл Хьюзенга (Республиканская) — 54,36 % - ▌Джозеф Альфонсо (Демократическая) — 42,47 % - ▌Лоренс Венке (Либертарианская) — 2,51 % - ▌Кёртис Кларк (Партия налогоплательщиков США) — 0,66 % | [ 116 ] [ 117 ] |  |
| Мичиган           | 4     | Фред Аптон Перераспределён из 6-го округа.              | Республиканская | Покинул пост   | - ▌ Билл Хьюзенга (Республиканская) — 54,36 % - ▌Джозеф Альфонсо (Демократическая) — 42,47 % - ▌Лоренс Венке (Либертарианская) — 2,51 % - ▌Кёртис Кларк (Партия налогоплательщиков США) — 0,66 % | [ 116 ] [ 117 ] |  |
| Мичиган           | 5     | Тим Уолберг Перераспределён из 7-го округа.             | Республиканская | Переизбран     | - ▌ Тим Уолберг (Республиканская) — 62,42 % - ▌Барт Голдберг (Демократическая) — 34,97 % - ▌Норм Питерсон (Либертарианская) — 1,61 % - ▌Эзра Скотт (Партия налогоплательщиков США) — 1,00 % | [ 116 ] [ 117 ] |  |
| Мичиган           | 6     | Дебби Дингелл Перераспределена из 12-го округа.         | Демократическая | Переизбрана    | - ▌ Дебби Дингелл (Демократическая) — 65,89 % - ▌Уитни Уильямс (Республиканская) — 34,11 % | [ 116 ] [ 117 ] |  |
| Мичиган           | 7     | Элисса Слоткин Перераспределена из 8-го округа.         | Демократическая | Переизбрана    | - ▌ Элисса Слоткин (Демократическая) — 51,73 % - ▌Том Барретт (Республиканская) — 46,32 % - ▌Лия Дейли (Либертарианская) — 1,95 % | [ 116 ] [ 117 ] |  |
| Мичиган           | 8     | Дэн Килди Перераспределён из 5-го округа.               | Демократическая | Переизбран     | - ▌ Дэн Килди (Демократическая) — 53,10 % - ▌Пол Юнге (Республиканская) — 42,83 % - ▌Кэти Гудвин (Партия рабочего класса) — 2,70 % - ▌Дэвид Кэнни (Либертарианская) — 1,36 % | [ 116 ] [ 117 ] |  |
| Мичиган           | 9     | Лиза Макклейн Перераспределена из 10-го округа.         | Республиканская | Переизбрана    | - ▌ Лиза Макклейн (Республиканская) — 63,90 % - ▌Брайан Джей (Демократическая) — 33,17 % - ▌Джим Уолкович (Партия рабочего класса) — 1,76 % - ▌Джейкоб Кельтс (Либертарианская) — 1,17 % | [ 116 ] [ 117 ] |  |
| Мичиган           | 10    | вакантно                                                | вакантно        | вакантно       | - ▌ Джон Джеймс (Республиканская) — 48,80 % - ▌Карл Марлинга (Демократическая) — 48,31 % - ▌Андреа Кирби (Партия рабочего класса) — 1,81 % - ▌Майк Салиба (Либертарианская) — 1,08 % | [ 116 ] [ 117 ] |  |
| Мичиган           | 11    | Хейли Стивенс                                           | Демократическая | Переизбрана    | - ▌ Хейли Стивенс (Демократическая) — 61,32 % - ▌Марк Эмброуз (Республиканская) — 38,68 % | [ 116 ] [ 117 ] |  |
| Мичиган           | 11    | Энди Левин Перераспределён из 9-го округа.              | Демократическая | Покинул пост   | - ▌ Хейли Стивенс (Демократическая) — 61,32 % - ▌Марк Эмброуз (Республиканская) — 38,68 % | [ 116 ] [ 117 ] |  |
| Мичиган           | 12    | Рашида Тлаиб Перераспределена из 13-го округа.          | Демократическая | Переизбрана    | - ▌ Рашида Тлаиб (Демократическая) — 70,84 % - ▌Стивен Эллиотт (Республиканская) — 26,26 % - ▌Гэри Уолкович (Партия рабочего класса) — 2,90 % | [ 116 ] [ 117 ] |  |
| Мичиган           | 12    | Бренда Лоуренс Перераспределена из 14-го округа.        | Демократическая | Покинула пост  | - ▌ Рашида Тлаиб (Демократическая) — 70,84 % - ▌Стивен Эллиотт (Республиканская) — 26,26 % - ▌Гэри Уолкович (Партия рабочего класса) — 2,90 % | [ 116 ] [ 117 ] |  |
| Мичиган           | 13    | вакантно                                                | вакантно        | вакантно       | - ▌ Шри Танедар (Демократическая) — 71,08 % - ▌Мартелл Бивингс (Республиканская) — 23,97 % - ▌Симона Коулман (Партия рабочего класса) — 3,77 % - ▌Крис Дардзински (Партия налогоплательщиков США) — 1,18 % | [ 116 ] [ 117 ] |  |
|                   |       |                                                         |                 |                | |                 |  |
| Монтана           | 1     | вакантно                                                | вакантно        | вакантно       | - ▌ Райан Зинке (Республиканская) — 49,65 % - ▌Моника Транель (Демократическая) — 46,49 % - ▌Джон Лэмб (Либертарианская) — 3,86 % | [ 120 ] [ 121 ] |  |
| Монтана           | 2     | Мэтт Розендейл Перераспределён из общего округа.        | Республиканская | Переизбран     | - ▌ Мэтт Розендейл (Республиканская) — 56,56 % - ▌Гэри Бьюкенен (Независимый) — 21,88 % - ▌Пенни Роннинг (Демократическая) — 20,16 % - ▌Сэм Рэнкин (Либертарианская) — 1,40 | [ 120 ] [ 121 ] |  |
|                   |       |                                                         |                 |                | |                 |  |
| Мэн               | 1     | Челли Пингри                                            | Демократическая | Переизбрана    | - ▌ Челли Пингри (Демократическая) — 62,96 % - ▌Эд Теландер (Республиканская) — 37,04 % | [ 122 ] [ 123 ] |  |
| Мэн               | 2     | Джаред Голден                                           | Демократическая | Переизбран     | Первый тур: - ▌ Джаред Голден (Демократическая) — 48,38 % - ▌ Брюс Поликвин (Республиканская) — 44,65 % - ▌Тиффани Бонд (Независимая) — 6,84 % Второй тур: - ▌ Джаред Голден (Демократическая) — 53,05 % - ▌Брюс Поликвин (Республиканская) — 46,95 % | [ 122 ] [ 123 ] |  |
|                   |       |                                                         |                 |                | |                 |  |
| Мэриленд          | 1     | Энди Харрис                                             | Республиканская | Переизбран     | - ▌ Энди Харрис (Республиканская) — 54,48 % - ▌Хизер Мизер (Демократическая) — 43,16 % - ▌Даниэль Тибо (Либертарианская) — 2,36 % | [ 124 ] [ 125 ] |  |
| Мэриленд          | 2     | Датч Рупперсбергер                                      | Демократическая | Переизбран     | - ▌ Датч Рупперсбергер (Демократическая) — 59,31 % - ▌Николи Эмброуз (Республиканская) — 40,69 % | [ 124 ] [ 125 ] |  |
| Мэриленд          | 3     | Джон Сарбейнз                                           | Демократическая | Переизбран     | - ▌ Джон Сарбейнз (Демократическая) — 60,25 % - ▌Юрипзи Морган (Республиканская) — 39,75 % | [ 124 ] [ 125 ] |  |
| Мэриленд          | 4     | Энтони Браун                                            | Демократическая | Покинул пост   | - ▌ Гленн Айви (Демократическая) — 90,33 % - ▌Джефф Уорнер (Республиканская) — 9,67 % | [ 124 ] [ 125 ] |  |
| Мэриленд          | 5     | Стени Хойер                                             | Демократическая | Переизбран     | - ▌ Стени Хойер (Демократическая) — 66,00 % - ▌Крис Паломби (Республиканская) — 34,00 % | [ 124 ] [ 125 ] |  |
| Мэриленд          | 6     | Дэвид Троун                                             | Демократическая | Переизбран     | - ▌ Дэвид Троун (Демократическая) — 54,79 % - ▌Нил Пэрротт (Республиканская) — 45,21 % | [ 124 ] [ 125 ] |  |
| Мэриленд          | 7     | Квейси Мфуме                                            | Демократическая | Переизбран     | - ▌ Квейси Мфуме (Демократическая) — 82,24 % - ▌Скотт Кольер (Республиканская) — 17,76 % | [ 124 ] [ 125 ] |  |
| Мэриленд          | 8     | Джейми Раскин                                           | Демократическая | Переизбран     | - ▌ Джейми Раскин (Демократическая) — 80,26 % - ▌Грегори Колл (Республиканская) — 18,17 % - ▌Андрес Гарсия (Либертарианская) — 1,56 % | [ 124 ] [ 125 ] |  |
|                   |       |                                                         |                 |                | |                 |  |
| Небраска          | 1     | Майк Флуд                                               | Республиканская | Переизбран     | - ▌ Майк Флуд (Республиканская) — 57,91 % - ▌Пэтти Пэнсинг Брукс (Демократическая) — 42,09 % | [ 126 ] [ 127 ] |  |
| Небраска          | 2     | Дон Бэкон                                               | Республиканская | Переизбран     | - ▌ Дон Бэкон (Республиканская) — 51,33 % - ▌Тони Варгас (Демократическая) — 48,67 % | [ 126 ] [ 127 ] |  |
| Небраска          | 3     | Эдриан Смит                                             | Республиканская | Переизбран     | - ▌ Эдриан Смит (Республиканская) — 78,30 % - ▌Дэвид Элс (Демократическая) — 15,80 % - ▌Марк Элворт-мл. (За легализацию марихуаны) — 5,90 % | [ 126 ] [ 127 ] |  |
|                   |       |                                                         |                 |                | |                 |  |
| Невада            | 1     | Дина Тайтус                                             | Демократическая | Переизбрана    | - ▌ Дина Тайтус (Демократическая) — 51,57 % - ▌Марк Робертсон (Республиканская) — 45,96 % - ▌Кен Кавано (Либертарианская) — 2,47 % | [ 128 ] [ 129 ] |  |
| Невада            | 2     | Марк Амодей                                             | Республиканская | Переизбран     | - ▌ Марк Амодей (Республиканская) — 59,73 % - ▌Элизабет Краузе (Демократическая) — 37,80 % - ▌Рассел Бест (Американская независимая) — 1,35 % - ▌Дэррил Бабер (Либертарианская) — 1,12 % | [ 128 ] [ 129 ] |  |
| Невада            | 3     | Сьюзи Ли                                                | Демократическая | Переизбрана    | - ▌ Сьюзи Ли (Демократическая) — 51,98 % - ▌Эйприл Беккер (Республиканская) — 48,02 % | [ 128 ] [ 129 ] |  |
| Невада            | 4     | Стивен Хорсфорд                                         | Демократическая | Переизбран     | - ▌ Стивен Хорсфорд (Демократическая) — 52,42 % - ▌Сэм Питерс (Республиканская) — 47,58 % | [ 128 ] [ 129 ] |  |
|                   |       |                                                         |                 |                | |                 |  |
| Нью-Гэмпшир       | 1     | Крис Паппас                                             | Демократическая | Переизбран     | - ▌ Крис Паппас (Демократическая) — 54,06 % - ▌Кэролайн Ливитт (Республиканская) — 45,94 % | [ 130 ] [ 131 ] |  |
| Нью-Гэмпшир       | 2     | Энни Кустер                                             | Демократическая | Переизбрана    | - ▌ Энни Кустер (Демократическая) — 55,87 % - ▌Роберт Бёрнс (Республиканская) — 44,13 % | [ 130 ] [ 131 ] |  |
|                   |       |                                                         |                 |                | |                 |  |
| Нью-Джерси        | 1     | Дональд Норкросс                                        | Демократическая | Переизбран     | - ▌ Дональд Норкросс (Демократическая) — 62,34 % - ▌Клэр Густафсон (Республиканская) — 35,19 % - ▌Патриция Клайн (Независимая) — 1,49 % - ▌Исайя Флетчер (Либертарианская) — 0,69 % - ▌Аллен Кэннон (Независимый) — 0,29 % | [ 132 ] [ 133 ] |  |
| Нью-Джерси        | 2     | Джефф Ван Дрю                                           | Республиканская | Переизбран     | - ▌ Джефф Ван Дрю (Республиканская) — 58,87 % - ▌Тим Александер (Демократическая) — 39,97 % - ▌Майкл Галло (Либертарианская) — 0,77 % - ▌Энтони Санчес (Независимый) — 0,39 % | [ 132 ] [ 133 ] |  |
| Нью-Джерси        | 3     | Энди Ким (политик)                                      | Демократическая | Переизбран     | - ▌ Энди Ким (Демократическая) — 55,46 % - ▌Боб Хили (Республиканская) — 43,63 % - ▌Кристофер Руссоманно (Либертарианская) — 0,50 % - ▌Грегори Собочинский (Независимый) — 0,41 % | [ 132 ] [ 133 ] |  |
| Нью-Джерси        | 4     | Крис Смит                                               | Республиканская | Переизбран     | - ▌ Крис Смит (Республиканская) — 66,92 % - ▌Мэтью Дженкинс (Демократическая) — 31,37 % - ▌Джейсон Каллен (Либертарианская) — 0,73 % - ▌Дэвид Шмидт (Независимый) — 0,46 % - ▌Хэнк Шрёдер (Независимый) — 0,35 % - ▌Пэм Дэниелс (Независимая) — 0,17 % | [ 132 ] [ 133 ] |  |
| Нью-Джерси        | 5     | Джош Готтхаймер                                         | Демократическая | Переизбран     | - ▌ Джош Готтхаймер (Демократическая) — 54,73 % - ▌Фрэнк Паллотта (Республиканская) — 44,32 % - ▌Джереми Маркус (Либертарианская) — 0,45 % - ▌Тревор Ферриньо (Независимый) — 0,26 % - ▌Луи Веллуччи (Независимый) — 0,24 % | [ 132 ] [ 133 ] |  |
| Нью-Джерси        | 6     | Фрэнк Паллоне                                           | Демократическая | Переизбран     | - ▌ Фрэнк Паллоне (Демократическая) — 57,45 % - ▌Сью Кайли (Республиканская) — 41,01 % - ▌Тара Фишер (Либертарианская) — 0,74 % - ▌Индер Сони (Независимый) — 0,51 % - ▌Эрик Антиселл (Независимый) — 0,29 % | [ 132 ] [ 133 ] |  |
| Нью-Джерси        | 7     | Том Малиновски                                          | Демократическая | Победа (Респ.) | - ▌ Томас Кин-мл. (Республиканская) — 51,40 % - ▌Том Малиновски (Демократическая) — 48,60 % | [ 132 ] [ 133 ] |  |
| Нью-Джерси        | 8     | Альбио Сайрес                                           | Демократическая | Покинул пост   | - ▌ Роб Менендес (Демократическая) — 73,62 % - ▌Маркос Арройо (Республиканская) — 23,44 % - ▌Джоанна Куниански (Социалистическая рабочая) — 0,95 % - ▌Дэн Делани (Либертарианская) — 0,71 % - ▌Дэвид Кук (Независимый) — 0,67 % - ▌Пабло Оливера (Американская лейбористская) — 0,38 % - ▌Джон Салиерно (Независимый) — 0,23 %                              | [ 132 ] [ 133 ] |  |
| Нью-Джерси        | 9     | Билл Паскрелл                                           | Демократическая | Переизбран     | - ▌ Билл Паскрелл (Демократическая) — 54,98 % - ▌Билли Премпех (Республиканская) — 43,58 % - ▌Леа Шерман (Социалистическая рабочая) — 0,74 % - ▌Шон Армстронг (Либертарианская) — 0,70 % | [ 132 ] [ 133 ] |  |
| Нью-Джерси        | 10    | Дональд Пейн                                            | Демократическая | Переизбран     | - ▌ Дональд Пейн-мл. (Демократическая) — 77,64 % - ▌Дэвид Пинкни (Республиканская) — 20,04 % - ▌Синтия Джонсон (Независимая) — 1,53 % - ▌Кендал Ладден (Либертарианская) — 0,49 % - ▌Кленард Чайлдресс (Независимый) — 0,30 % | [ 132 ] [ 133 ] |  |
| Нью-Джерси        | 11    | Мики Шеррилл                                            | Демократическая | Переизбрана    | - ▌ Мики Шеррилл (Демократическая) — 58,99 % - ▌Пол Дегрут (Республиканская) — 40,18 % - ▌Джозеф Биаско (Либертарианская) — 0,83 % | [ 132 ] [ 133 ] |  |
| Нью-Джерси        | 12    | Бонни Уотсон Коулман                                    | Демократическая | Переизбрана    | - ▌ Бонни Уотсон Коулман (Демократическая) — 63,12 % - ▌Дариус Мэйфилд (Республиканская) — 35,91 % - ▌Линн Генрич (Либертарианская) — 0,97 % | [ 132 ] [ 133 ] |  |
|                   |       |                                                         |                 |                | |                 |  |
| Нью-Йорк          | 1     | Ли Зелдин                                               | Республиканская | Покинул пост   | - ▌ Ник Лалота (Республиканская) — 55,51 % - ▌Бриджит Флеминг (Демократическая) — 44,49 % | [ 134 ] [ 135 ] |  |
| Нью-Йорк          | 2     | Эндрю Гарбарино                                         | Республиканская | Переизбран     | - ▌ Эндрю Гарбарино (Республиканская) — 60,73 % - ▌Джеки Гордон (Демократическая) — 39,27 % | [ 134 ] [ 135 ] |  |
| Нью-Йорк          | 3     | Томас Суоцци                                            | Демократическая | Покинул пост   | - ▌ Джордж Сантос (Республиканская) — 53,76 % - ▌Роберт Циммерман (Демократическая) — 46,24 % | [ 134 ] [ 135 ] |  |
| Нью-Йорк          | 4     | Кэтлин Райс                                             | Демократическая | Покинула пост  | - ▌ Энтони Д’Эспозито (Республиканская) — 51,80 % - ▌Лора Гиллен (Демократическая) — 48,20 % | [ 134 ] [ 135 ] |  |
| Нью-Йорк          | 5     | Грегори Микс                                            | Демократическая | Переизбран     | - ▌ Грегори Микс (Демократическая) — 75,21 % - ▌Пол Кинг (Республиканская) — 24,79 % | [ 134 ] [ 135 ] |  |
| Нью-Йорк          | 6     | Грейс Мэн                                               | Демократическая | Переизбрана    | - ▌ Грейс Мэн (Демократическая) — 63,95 % - ▌Томас Змич (Республиканская) — 36,05 % | [ 134 ] [ 135 ] |  |
| Нью-Йорк          | 7     | Нидия Веласкес                                          | Демократическая | Переизбрана    | - ▌ Нидия Веласкес (Демократическая) — 80,69 % - ▌Хуан Паган (Республиканская) — 19,31 % | [ 134 ] [ 135 ] |  |
| Нью-Йорк          | 8     | Хаким Джеффрис                                          | Демократическая | Переизбран     | - ▌ Хаким Джеффрис (Демократическая) — 71,72 % - ▌Юрий Дашевский (Республиканская) — 28,28 % | [ 134 ] [ 135 ] |  |
| Нью-Йорк          | 9     | Иветт Кларк                                             | Демократическая | Переизбрана    | - ▌ Иветт Кларк (Демократическая) — 81,52 % - ▌Менахем Райтпорт (Консервативная) — 18,48 % | [ 134 ] [ 135 ] |  |
| Нью-Йорк          | 10    | Монэр Джонс Перераспределён из 17-го округа.            | Демократическая | Покинул пост   | - ▌ Дэн Голдман (Демократическая) — 84,04 % - ▌Бенин Хамдан (Республиканская) — 15,21 % - ▌Стив Спир (Независимый) — 0,75 % | [ 134 ] [ 135 ] |  |
| Нью-Йорк          | 11    | Николь Маллиотакис                                      | Республиканская | Переизбрана    | - ▌ Николь Маллиотакис (Республиканская) — 61,77 % - ▌Макс Роуз (Демократическая) — 38,23 % | [ 134 ] [ 135 ] |  |
| Нью-Йорк          | 12    | Кэролин Мэлони                                          | Демократическая | Покинула пост  | - ▌ Джерри Надлер (Демократическая) — 81,76 % - ▌Майкл Замблускас (Республиканская) — 17,98 % - ▌Михаил Иткис (Независимый) — 0,26 % | [ 134 ] [ 135 ] |  |
| Нью-Йорк          | 12    | Джерри Надлер Перераспределён из 10-го округа.          | Демократическая | Переизбран     | - ▌ Джерри Надлер (Демократическая) — 81,76 % - ▌Майкл Замблускас (Республиканская) — 17,98 % - ▌Михаил Иткис (Независимый) — 0,26 % | [ 134 ] [ 135 ] |  |
| Нью-Йорк          | 13    | Адриано Эспайя                                          | Демократическая | Переизбран     | - ▌ Адриано Эспайя (Демократическая) | [ 134 ] [ 135 ] |  |
| Нью-Йорк          | 14    | Александрия Окасио-Кортес                               | Демократическая | Переизбрана    | - ▌ Александрия Окасио-Кортес (Демократическая) — 70,72 % - ▌Тина Форте (Республиканская) — 27,39 % - ▌Дези Куэльяр (Консервативная) — 1,89 % | [ 134 ] [ 135 ] |  |
| Нью-Йорк          | 15    | Ричи Торрес                                             | Демократическая | Переизбран     | - ▌ Ричи Торрес (Демократическая) — 82,79 % - ▌Стило Сапаскис (Республиканская) — 17,21 % | [ 134 ] [ 135 ] |  |
| Нью-Йорк          | 16    | Джамаал Боумен                                          | Демократическая | Переизбран     | - ▌ Джамаал Боумен (Демократическая) — 64,30 % - ▌Мириам Флиссер (Республиканская) — 35,70 % | [ 134 ] [ 135 ] |  |
| Нью-Йорк          | 17    | Шон Мэлони Перераспределён из 18-го округа.             | Демократическая | Победа (Респ.) | - ▌ Майкл Лоулер (Республиканская) — 50,32 % - ▌Шон Мэлони (Демократическая) — 49,68 % | [ 134 ] [ 135 ] |  |
| Нью-Йорк          | 18    | Пэт Райан Перераспределён из 19-го округа.              | Демократическая | Переизбран     | - ▌ Пэт Райан (Демократическая) — 50,67 % - ▌Колин Шмитт (Республиканская) — 49,33 % | [ 134 ] [ 135 ] |  |
| Нью-Йорк          | 19    | вакантно                                                | вакантно        | вакантно       | - ▌ Марк Молинаро (Республиканская) — 50,78 % - ▌Джош Райли (Демократическая) — 49,22 % | [ 134 ] [ 135 ] |  |
| Нью-Йорк          | 20    | Пол Тонко                                               | Демократическая | Переизбран     | - ▌ Пол Тонко (Демократическая) — 55,07 % - ▌Лиз Джой (Республиканская) — 44,93 % | [ 134 ] [ 135 ] |  |
| Нью-Йорк          | 21    | Элиза Стефаник                                          | Республиканская | Переизбрана    | - ▌ Элиза Стефаник (Республиканская) — 59,15 % - ▌Мэтт Кастелли (Демократическая) — 40,85 % | [ 134 ] [ 135 ] |  |
| Нью-Йорк          | 22    | Джон Кэтко Перераспределён из 24-го округа.             | Демократическая | Покинул пост   | - ▌ Брэндон Уильямс (Республиканская) — 50,49 % - ▌Фрэнсис Конол (Демократическая) — 49,51 % | [ 134 ] [ 135 ] |  |
| Нью-Йорк          | 23    | Джо Семполински                                         | Республиканская | Покинул пост   | - ▌ Ник Лэнгуорти (Республиканская) — 64,92 % - ▌Макс Делла Пиа (Демократическая) — 35,08 % | [ 134 ] [ 135 ] |  |
| Нью-Йорк          | 23    | Крис Джейкобс Перераспределён из 27-го округа.          | Республиканская | Покинул пост   | - ▌ Ник Лэнгуорти (Республиканская) — 64,92 % - ▌Макс Делла Пиа (Демократическая) — 35,08 % | [ 134 ] [ 135 ] |  |
| Нью-Йорк          | 24    | Клаудия Тенни Перераспределена из 22-го округа.         | Республиканская | Переизбрана    | - ▌ Клаудия Тенни (Республиканская) — 65,70 % - ▌Стивен Холден (Демократическая) — 34,30 % | [ 134 ] [ 135 ] |  |
| Нью-Йорк          | 25    | Джозеф Морель                                           | Демократическая | Переизбран     | - ▌ Джозеф Морель (Демократическая) — 53,87 % - ▌Ла’Рон Синглетари (Республиканская) — 46,13 % | [ 134 ] [ 135 ] |  |
| Нью-Йорк          | 26    | Брайан Хиггинс                                          | Демократическая | Переизбран     | - ▌ Брайан Хиггинс (Демократическая) — 63,98 % - ▌Стивен Сэмс (Республиканская) — 36,02 % | [ 134 ] [ 135 ] |  |
|                   |       |                                                         |                 |                | |                 |  |
| Нью-Мексико       | 1     | Мелани Стэнсбери                                        | Демократическая | Переизбрана    | - ▌ Мелани Стэнсбери (Демократическая) — 55,76 % - ▌Мишель Гарсия Холмс (Республиканская) — 44,24 % | [ 140 ] [ 141 ] |  |
| Нью-Мексико       | 2     | Иветт Херрелл                                           | Республиканская | Победа (Дем.)  | - ▌ Гейб Васкес (Демократическая) — 50,35 % - ▌Иветт Херрелл (Республиканская) — 49,65 % | [ 140 ] [ 141 ] |  |
| Нью-Мексико       | 3     | Тереза Леджер-Фернандес                                 | Демократическая | Переизбрана    | - ▌ Тереза Леджер-Фернандес (Демократическая) — 58,16 % - ▌Алексис Мартинес Джонсон (Республиканская) — 41,84 % | [ 140 ] [ 141 ] |  |
|                   |       |                                                         |                 |                | |                 |  |
| Огайо             | 1     | Стив Шабо                                               | Республиканская | Победа (Дем.)  | - ▌ Грег Ландсман (Демократическая) — 52,76 % - ▌Стив Шабо (Республиканская) — 47,24 % | [ 142 ] [ 143 ] |  |
| Огайо             | 2     | Брэд Венструп                                           | Республиканская | Переизбран     | - ▌ Брэд Венструп (Республиканская) — 74,50 % - ▌Саманта Медоуз (Демократическая) — 25,50 % | [ 142 ] [ 143 ] |  |
| Огайо             | 3     | Джойс Битти                                             | Демократическая | Переизбрана    | - ▌ Джойс Битти (Демократическая) — 70,46 % - ▌Ли Стейли (Республиканская) — 29,54 % | [ 142 ] [ 143 ] |  |
| Огайо             | 4     | Джим Джордан                                            | Республиканская | Переизбран     | - ▌ Джим Джордан (Республиканская) — 69,19 % - ▌Тэмми Уилсон (Демократическая) — 30,81 % | [ 142 ] [ 143 ] |  |
| Огайо             | 5     | Боб Латта                                               | Республиканская | Переизбран     | - ▌ Боб Латта (Республиканская) — 66,91 % - ▌Крейг Шварц (Демократическая) — 33,09 % | [ 142 ] [ 143 ] |  |
| Огайо             | 6     | Билл Джонсон                                            | Республиканская | Переизбран     | - ▌ Билл Джонсон (Республиканская) — 67,72 % - ▌Луи Лирас (Демократическая) — 32,28 % | [ 142 ] [ 143 ] |  |
| Огайо             | 7     | Боб Гиббс                                               | Республиканская | Покинул пост   | - ▌ Макс Миллер (Республиканская) — 55,34 % - ▌Мэтью Димер (Демократическая) — 44,66 % | [ 142 ] [ 143 ] |  |
| Огайо             | 7     | Энтони Гонсалес Перераспределён из 16-го округа.        | Республиканская | Покинул пост   | - ▌ Макс Миллер (Республиканская) — 55,34 % - ▌Мэтью Димер (Демократическая) — 44,66 % | [ 142 ] [ 143 ] |  |
| Огайо             | 8     | Уоррен Дэвидсон                                         | Республиканская | Переизбран     | - ▌ Уоррен Дэвидсон (Республиканская) — 64,64 % - ▌Ванесса Енох (Демократическая) — 35,36 % | [ 142 ] [ 143 ] |  |
| Огайо             | 9     | Марси Каптур                                            | Демократическая | Переизбрана    | - ▌ Марси Каптур (Демократическая) — 56,63 % - ▌Дж. Р. Маевски (Республиканская) — 43,37 % | [ 142 ] [ 143 ] |  |
| Огайо             | 10    | Майк Тёрнер                                             | Республиканская | Переизбран     | - ▌ Майк Тёрнер (Республиканская) — 61,67 % - ▌Дэвид Эсрати (Демократическая) — 38,33 % | [ 142 ] [ 143 ] |  |
| Огайо             | 11    | Шонтел Браун                                            | Демократическая | Переизбрана    | - ▌ Шонтел Браун (Демократическая) — 77,75 % - ▌Эрик Брюер (Республиканская) — 22,25 % | [ 142 ] [ 143 ] |  |
| Огайо             | 12    | Трой Болдерсон                                          | Республиканская | Переизбран     | - ▌ Трой Болдерсон (Республиканская) — 69,27 % - ▌Эми Риппел-Элтон (Демократическая) — 30,73 % | [ 142 ] [ 143 ] |  |
| Огайо             | 13    | Тим Райан                                               | Демократическая | Покинул пост   | - ▌ Эмилия Сайкс (Демократическая) — 52,68 % - ▌Мэдисон Джезиотто (Республиканская) — 47,32 % | [ 142 ] [ 143 ] |  |
| Огайо             | 14    | Дэвид Джойс                                             | Республиканская | Переизбран     | - ▌ Дэвид Джойс (Республиканская) — 61,74 % - ▌Мэтт Килбой (Демократическая) — 38,26 % | [ 142 ] [ 143 ] |  |
| Огайо             | 15    | Майк Кэри                                               | Республиканская | Переизбран     | - ▌ Майк Кэри (Республиканская) — 56,96 % - ▌Гэри Джозефсон (Демократическая) — 43,04 % | [ 142 ] [ 143 ] |  |
|                   |       |                                                         |                 |                | |                 |  |
| Оклахома          | 1     | Кевин Херн                                              | Республиканская | Переизбран     | - ▌ Кевин Херн (Республиканская) — 61,16 % - ▌Адам Мартин (Демократическая) — 34,68 % - ▌Эвелин Роджерс (Независимая) — 4,16 % | [ 145 ] [ 146 ] |  |
| Оклахома          | 2     | Маркуэйн Маллин                                         | Республиканская | Покинул пост   | - ▌ Джош Бречин (Республиканская) — 72,45 % - ▌Наоми Эндрюс (Демократическая) — 23,39 % - ▌Бен Робинсон (Независимый) — 4,16 % | [ 145 ] [ 146 ] |  |
| Оклахома          | 3     | Фрэнк Лукас                                             | Республиканская | Переизбран     | - ▌ Фрэнк Лукас (Республиканская) — 74,54 % - ▌Джеремия Росс (Демократическая) — 25,46 % | [ 145 ] [ 146 ] |  |
| Оклахома          | 4     | Том Коул                                                | Республиканская | Переизбран     | - ▌ Том Коул (Республиканская) — 66,75 % - ▌Мэри Брэннон (Демократическая) — 33,25 % | [ 145 ] [ 146 ] |  |
| Оклахома          | 5     | Стефани Байс                                            | Республиканская | Переизбрана    | - ▌ Стефани Байс (Республиканская) — 59,00 % - ▌Джошуа Харрис-Тилл (Демократическая) — 37,40 % - ▌Дэвид Фрош (Независимый) — 3,60 % | [ 145 ] [ 146 ] |  |
|                   |       |                                                         |                 |                | |                 |  |
| Орегон            | 1     | Сюзанн Бонамичи                                         | Демократическая | Переизбрана    | - ▌ Сюзанн Бонамичи (Демократическая) — 68,02 % - ▌Кристофер Манн (Республиканская) — 31,98 % | [ 148 ] [ 149 ] |  |
| Орегон            | 2     | Клифф Бенц                                              | Республиканская | Переизбирается | - ▌ Клифф Бенц (Республиканская) — 67,60 % - ▌Джо Йеттер (Демократическая) — 32,40 % | [ 148 ] [ 149 ] |  |
| Орегон            | 3     | Эрл Блюменауэр                                          | Демократическая | Переизбран     | - ▌ Эрл Блюменауэр (Демократическая) — 70,04 % - ▌Джоанна Харбор (Республиканская) — 26,34 % - ▌Дэвид Делк (Партия зелёных Орегона) — 3,62 % | [ 148 ] [ 149 ] |  |
| Орегон            | 4     | Питер Дефазио                                           | Демократическая | Покинул пост   | - ▌ Вэл Хойл (Демократическая) — 50,61 % - ▌Алек Скарлатос (Республиканская) — 43,14 % - ▌Леви Лезерберри (Либертарианская) — 2,67 % - ▌Джим Ховард (Конституционная) — 1,79 % - ▌Майк Бейлштейн (Партия зелёных Орегона) — 1,79 % | [ 148 ] [ 149 ] |  |
| Орегон            | 5     | Курт Шрёдер                                             | Демократическая | Покинул пост   | - ▌ Лори Чавес-Деремер (Республиканская) — 51,04 % - ▌Джейми Маклауд-Скиннер (Демократическая) — 48,96 % | [ 148 ] [ 149 ] |  |
| Орегон            | 6     | вакантно                                                | вакантно        | вакантно       | - ▌ Андреа Салинас (Демократическая) — 50,08 % - ▌Майк Эриксон (Республиканская) — 47,62 % - ▌Ларри Макфарланд (Конституционная) — 2,30 % | [ 148 ] [ 149 ] |  |
|                   |       |                                                         |                 |                | |                 |  |
| Пенсильвания      | 1     | Брайан Фицпатрик                                        | Республиканская | Переизбран     | - ▌ Брайан Фицпатрик (Республиканская) — 54,87 % - ▌Эшли Эхасз (Демократическая) — 45,13 % | [ 151 ] [ 152 ] |  |
| Пенсильвания      | 2     | Брендан Бойл                                            | Демократическая | Переизбран     | - ▌ Брендан Бойл (Демократическая) — 75,65 % - ▌Аарон Башир (Республиканская) — 24,35 % | [ 151 ] [ 152 ] |  |
| Пенсильвания      | 3     | Дуайт Эванс                                             | Демократическая | Переизбран     | - ▌ Дуайт Эванс (Демократическая) — 95,14 % - ▌Кристофер Хеппнер (Социалистическая рабочая) — 4,86 % | [ 151 ] [ 152 ] |  |
| Пенсильвания      | 4     | Мадлен Дин                                              | Демократическая | Переизбрана    | - ▌ Мадлен Дин (Демократическая) — 61,29 % - ▌Кристиан Насименто (Республиканская) — 38,71 % | [ 151 ] [ 152 ] |  |
| Пенсильвания      | 5     | Мэри Гэй Скэнлон                                        | Демократическая | Переизбрана    | - ▌ Мэри Гэй Скэнлон (Демократическая) — 65,08 % - ▌Дэвид Галлух (Республиканская) — 34,92 % | [ 151 ] [ 152 ] |  |
| Пенсильвания      | 6     | Крисси Хоулахан                                         | Демократическая | Переизбрана    | - ▌ Крисси Хоулахан (Демократическая) — 58,31 % - ▌Гай Чиаррокки (Республиканская) — 41,69 % | [ 151 ] [ 152 ] |  |
| Пенсильвания      | 7     | Сьюзан Уайлд                                            | Демократическая | Переизбрана    | - ▌ Сьюзан Уайлд (Демократическая) — 50,98 % - ▌Лиза Шеллер (Республиканская) — 49,02 % | [ 151 ] [ 152 ] |  |
| Пенсильвания      | 8     | Мэтт Картрайт                                           | Демократическая | Переизбран     | - ▌ Мэтт Картрайт (Демократическая) — 51,22 % - ▌Джим Богнет (Республиканская) — 48,78 % | [ 151 ] [ 152 ] |  |
| Пенсильвания      | 9     | Дэн Мейзер                                              | Республиканская | Переизбран     | - ▌ Дэн Мейзер (Республиканская) — 69,31 % - ▌Аманда Уолдман (Демократическая) — 30,69 % | [ 151 ] [ 152 ] |  |
| Пенсильвания      | 9     | Фред Келлер Перераспределён из 12-го округа.            | Республиканская | Покинул пост   | - ▌ Дэн Мейзер (Республиканская) — 69,31 % - ▌Аманда Уолдман (Демократическая) — 30,69 % | [ 151 ] [ 152 ] |  |
| Пенсильвания      | 10    | Скотт Перри                                             | Республиканская | Переизбран     | - ▌ Скотт Перри (Республиканская) — 53,83 % - ▌Шамейн Дэниелс (Демократическая) — 46,17 % | [ 151 ] [ 152 ] |  |
| Пенсильвания      | 11    | Ллойд Смакер                                            | Республиканская | Переизбран     | - ▌ Ллойд Смакер (Республиканская) — 61,55 % - ▌Боб Холлистер (Демократическая) — 38,45 % | [ 151 ] [ 152 ] |  |
| Пенсильвания      | 12    | Майк Дойл Перераспределён из 18-го округа.              | Демократическая | Покинул пост   | - ▌ Саммер Ли (Демократическая) — 56,20 % - ▌Майкл Дойл (Республиканская) — 43,80 % | [ 151 ] [ 152 ] |  |
| Пенсильвания      | 13    | Джон Джойс                                              | Республиканская | Переизбран     | - ▌ Джон Джойс (Республиканская) | [ 151 ] [ 152 ] |  |
| Пенсильвания      | 14    | Гай Решенталер                                          | Республиканская | Переизбран     | - ▌ Гай Решенталер (Республиканская) | [ 151 ] [ 152 ] |  |
| Пенсильвания      | 15    | Гленн Томпсон                                           | Республиканская | Переизбран     | - ▌ Гленн Томпсон (Республиканская) — 69,94 % - ▌Майк Молесевич (Демократическая) — 30,06 % | [ 151 ] [ 152 ] |  |
| Пенсильвания      | 16    | Майк Келли                                              | Республиканская | Переизбран     | - ▌ Майк Келли (Республиканская) — 59,36 % - ▌Дэн Пасторе (Демократическая) — 40,64 % | [ 151 ] [ 152 ] |  |
| Пенсильвания      | 17    | Конор Лэмб                                              | Демократическая | Покинул пост   | - ▌ Крис Делузио (Демократическая) — 53,39 % - ▌Джереми Шаффер (Республиканская) — 46,61 % | [ 151 ] [ 152 ] |  |
|                   |       |                                                         |                 |                | |                 |  |
| Род-Айленд        | 1     | Дэвид Чичиллине                                         | Демократическая | Переизбран     | - ▌ Дэвид Чичиллине (Демократическая) — 64,15 % - ▌Аллен Уотерс (Республиканская) — 35,85 % | [ 153 ] [ 154 ] |  |
| Род-Айленд        | 2     | Джеймс Ланжевен                                         | Демократическая | Покинул пост   | - ▌ Сет Магазинер (Демократическая) — 50,49 % - ▌Аллан Фанг (Республиканская) — 46,78 % - ▌Билл Гилберт (Независимый) — 2,73 % | [ 153 ] [ 154 ] |  |
|                   |       |                                                         |                 |                | |                 |  |
| Северная Дакота   | —     | Келли Армстронг                                         | Республиканская | Переизбран     | - ▌ Келли Армстронг (Республиканская) — 62,34 % - ▌Кара Мунд (Независимая) — 37,66 % | [ 155 ] [ 156 ] |  |
|                   |       |                                                         |                 |                | |                 |  |
| Северная Каролина | 1     | Джордж Баттерфилд                                       | Демократическая | Покинул пост   | - ▌ Дональд Дэвис (Демократическая) — 52,37 % - ▌Сэнди Смит (Республиканская) — 47,63 % | [ 157 ] [ 158 ] |  |
| Северная Каролина | 2     | Дебора Росс                                             | Демократическая | Переизбрана    | - ▌ Дебора Росс (Демократическая) — 64,68 % - ▌Кристина Вильяверде (Республиканская) — 35,32 % | [ 157 ] [ 158 ] |  |
| Северная Каролина | 3     | Грег Мёрфи                                              | Республиканская | Переизбран     | - ▌ Грег Мёрфи (Республиканская) — 66,90 % - ▌Барбара Гаскинс (Демократическая) — 33,10 % | [ 157 ] [ 158 ] |  |
| Северная Каролина | 4     | Дэвид Прайс                                             | Демократическая | Покинул пост   | - ▌ Валери Фоуши (Демократическая) — 66,91 % - ▌Кортни Джилс (Республиканская) — 33,09 % | [ 157 ] [ 158 ] |  |
| Северная Каролина | 5     | Вирджиния Фокс                                          | Республиканская | Переизбрана    | - ▌ Вирджиния Фокс (Республиканская) — 63,15 % - ▌Кайл Пэрриш (Демократическая) — 36,85 % | [ 157 ] [ 158 ] |  |
| Северная Каролина | 6     | Кэти Мэннинг                                            | Демократическая | Переизбрана    | - ▌ Кэти Мэннинг (Демократическая) — 53,88 % - ▌Кристиан Кастелли (Республиканская) — 45,03 % - ▌Томас Уотеркотт (Либертарианская) — 1,08 % | [ 157 ] [ 158 ] |  |
| Северная Каролина | 7     | Дэвид Роузер                                            | Республиканская | Переизбран     | - ▌ Дэвид Роузер (Республиканская) — 57,71 % - ▌Чарльз Грэм (Демократическая) — 42,29 % | [ 157 ] [ 158 ] |  |
| Северная Каролина | 8     | Дэн Бишоп Перераспределён из 9-го округа.               | Республиканская | Переизбран     | - ▌ Дэн Бишоп (Республиканская) — 69,91 % - ▌Скотт Хаффман (Демократическая) — 30,09 % | [ 157 ] [ 158 ] |  |
| Северная Каролина | 8     | Тед Бадд Перераспределён из 13-го округа.               | Республиканская | Покинул пост   | - ▌ Дэн Бишоп (Республиканская) — 69,91 % - ▌Скотт Хаффман (Демократическая) — 30,09 % | [ 157 ] [ 158 ] |  |
| Северная Каролина | 9     | Ричард Хадсон Перераспределён из 8-го округа.           | Республиканская | Переизбран     | - ▌ Ричард Хадсон (Республиканская) — 56,50 % - ▌Бен Кларк (Демократическая) — 43,50 % | [ 157 ] [ 158 ] |  |
| Северная Каролина | 10    | Патрик Макгенри                                         | Республиканская | Переизбран     | - ▌ Патрик Макгенри (Республиканская) — 72,68 % - ▌Пэм Дженант (Демократическая) — 27,32 % | [ 157 ] [ 158 ] |  |
| Северная Каролина | 11    | Мэдисон Коуторн                                         | Республиканская | Покинул пост   | - ▌ Чак Эдвардс (Республиканская) — 53,79 % - ▌Жасмин Бич-Феррара (Демократическая) — 44,51 % - ▌Дэвид Коутни (Либертарианская) — 1,70 % | [ 157 ] [ 158 ] |  |
| Северная Каролина | 12    | Альма Адамс                                             | Демократическая | Переизбрана    | - ▌ Альма Адамс (Демократическая) — 62,75 % - ▌Тайлер Ли (Республиканская) — 37,25 % | [ 157 ] [ 158 ] |  |
| Северная Каролина | 13    | вакантно                                                | вакантно        | вакантно       | - ▌ Уайли Никель (Демократическая) — 51,59 % - ▌Бо Хайнс (Республиканская) — 48,41 % | [ 157 ] [ 158 ] |  |
| Северная Каролина | 14    | вакантно                                                | вакантно        | вакантно       | - ▌ Джефф Джексон (Демократическая) — 57,71 % - ▌Пэт Харриган (Республиканская) — 42,29 % | [ 157 ] [ 158 ] |  |
|                   |       |                                                         |                 |                | |                 |  |
| Теннесси          | 1     | Диана Харшбаджер                                        | Республиканская | Переизбрана    | - ▌ Диана Харшбарджер (Республиканская) — 78,32 % - ▌Кэмерон Парсонс (Демократическая) — 19,71 % - ▌Ричард Бейкер (Независимый) — 1,31 % - ▌Мэтт Макром (Независимый) — 0,66 % | [ 160 ] [ 161 ] |  |
| Теннесси          | 2     | Тим Бёрчетт                                             | Республиканская | Переизбран     | - ▌ Тим Бёрчетт (Республиканская) — 67,91 % - ▌Марк Хармон (Демократическая) — 32,09 % | [ 160 ] [ 161 ] |  |
| Теннесси          | 3     | Чак Флейшманн                                           | Республиканская | Переизбран     | - ▌ Чак Флейшманн (Республиканская) — 68,38 % - ▌Мэг Горман (Демократическая) — 30,19 % - ▌Рик Тайлер (Независимый) — 0,87 % - ▌Томас Румба (Независимый) — 0,56 % | [ 160 ] [ 161 ] |  |
| Теннесси          | 4     | Скотт Дежарле                                           | Республиканская | Переизбран     | - ▌ Скотт Дежарле (Республиканская) — 70,57 % - ▌Уэйн Стил (Демократическая) — 25,74 % - ▌Майк Уинтон (Независимый) — 1,63 % - ▌Клайд Бенсон (Независимый) — 1,04 % - ▌Дэвид Джонс (Либертарианская) — 0,42 % - ▌Тарон Чандлер (Независимый) — 0,34 % - ▌Джозеф Магьер (Независимый) — 0,26 %                                                               | [ 160 ] [ 161 ] |  |
| Теннесси          | 5     | Джим Купер                                              | Демократическая | Покинул пост   | - ▌ Энди Оглз (Республиканская) — 55,84 % - ▌Хайди Кэмпбелл (Демократическая) — 42,32 % - ▌Деррик Брэнтли (Независимый) — 0,95 % - ▌Даниэль Купер (Независимый) — 0,51 % - ▌Рик Шеннон (Независимый) — 0,38 % | [ 160 ] [ 161 ] |  |
| Теннесси          | 6     | Джон Роуз                                               | Республиканская | Переизбран     | - ▌ Джон Роуз (Республиканская) — 66,33 % - ▌Рэндал Купер (Демократическая) — 33,67 % | [ 160 ] [ 161 ] |  |
| Теннесси          | 7     | Марк Грин                                               | Республиканская | Переизбран     | - ▌ Марк Грин (Республиканская) — 59,96 % - ▌Одесса Келли (Демократическая) — 38,14 % - ▌Стивен Хупер (Независимый) — 1,90 % | [ 160 ] [ 161 ] |  |
| Теннесси          | 8     | Дэвид Кустофф                                           | Республиканская | Переизбран     | - ▌ Дэвид Кустофф (Республиканская) — 73,98 % - ▌Линетт Уильямс (Демократическая) — 24,30 % - ▌Джеймс Харт (Независимый) — 1,21 % - ▌Ронни Хенли (Независимый) — 0,51 % | [ 160 ] [ 161 ] |  |
| Теннесси          | 9     | Стив Коэн                                               | Демократическая | Переизбран     | - ▌ Стив Коэн (Демократическая) — 70,04 % - ▌Шарлотт Бергманн (Республиканская) — 26,23 % - ▌Джордж Флинн (Независимый) — 2,50 % - ▌Деннис Кларк (Независимый) — 0,87 % - ▌Пол Кук (Независимый) — 0,36 % | [ 160 ] [ 161 ] |  |
|                   |       |                                                         |                 |                | |                 |  |
| Техас             | 1     | Луи Гомерт                                              | Республиканская | Покинул пост   | - ▌ Натаниэль Моран (Республиканская) — 78,08 % - ▌Джрмар Джефферсон (Демократическая) — 21,92 % | [ 162 ] [ 163 ] |  |
| Техас             | 2     | Дэн Креншо                                              | Республиканская | Переизбран     | - ▌ Дэн Креншо (Республиканская) — 65,91 % - ▌Робин Фулфорд (Демократическая) — 34,09 % | [ 162 ] [ 163 ] |  |
| Техас             | 3     | Вэн Тейлор                                              | Республиканская | Покинул пост   | - ▌ Кит Селф (Республиканская) — 60,55 % - ▌Сандип Шривастава (Демократическая) — 36,91 % - ▌Кристофер Клейтор (Либертарианская) — 2,54 % | [ 162 ] [ 163 ] |  |
| Техас             | 4     | Пэт Фэллон                                              | Республиканская | Переизбран     | - ▌ Пэт Фэллон (Республиканская) — 66,71 % - ▌Иро Омере (Демократическая) — 30,93 % - ▌Джон Симмонс (Либертарианская) — 2,36 % | [ 162 ] [ 163 ] |  |
| Техас             | 5     | Лэнс Гуден                                              | Республиканская | Переизбран     | - ▌ Лэнс Гуден (Республиканская) — 64,01 % - ▌Тартиша Хилл (Демократическая) — 33,93 % - ▌Кевин Хейл (Либертарианская) — 2,06 % | [ 162 ] [ 163 ] |  |
| Техас             | 6     | Джейк Эллзи                                             | Республиканская | Переизбран     | - ▌ Джейк Эллзи (Республиканская) | [ 162 ] [ 163 ] |  |
| Техас             | 7     | Лиззи Флетчер                                           | Демократическая | Переизбрана    | - ▌ Лиззи Флетчер (Демократическая) — 63,79 % - ▌Джонни Тиг (Республиканская) — 36,21 % | [ 162 ] [ 163 ] |  |
| Техас             | 8     | Кевин Брейди                                            | Республиканская | Покинул пост   | - ▌ Морган Латтрелл (Республиканская) — 68,07 % - ▌Лора Джонс (Демократическая) — 30,54 % - ▌Рой Эриксен (Либертарианская) — 1,39 % | [ 162 ] [ 163 ] |  |
| Техас             | 9     | Эл Грин                                                 | Демократическая | Переизбран     | - ▌ Эл Грин (Демократическая) — 76,68 % - ▌Джимми Леон (Республиканская) — 23,32 % | [ 162 ] [ 163 ] |  |
| Техас             | 10    | Майкл Маккол                                            | Республиканская | Переизбран     | - ▌ Майкл Маккол (Республиканская) — 63,30 % - ▌Линда Нуно (Демократическая) — 34,30 % - ▌Билл Келси (Либертарианская) — 2,40 % | [ 162 ] [ 163 ] |  |
| Техас             | 11    | Огаст Пфлюгер                                           | Республиканская | Переизбран     | - ▌ Огаст Пфлюгер (Республиканская) | [ 162 ] [ 163 ] |  |
| Техас             | 12    | Кей Грейнджер                                           | Республиканская | Переизбрана    | - ▌ Кей Грейнджер (Республиканская) — 64,27 % - ▌Трей Хант (Демократическая) — 35,73 % | [ 162 ] [ 163 ] |  |
| Техас             | 13    | Ронни Джексон                                           | Республиканская | Переизбран     | - ▌ Ронни Джексон (Республиканская) — 75,35 % - ▌Кэтлин Браун (Демократическая) — 24,65 % | [ 162 ] [ 163 ] |  |
| Техас             | 14    | Рэнди Вебер                                             | Республиканская | Переизбран     | - ▌ Рэнди Вебер (Республиканская) — 70,16 % - ▌Микал Уильямс (Демократическая) — 29,84 % | [ 162 ] [ 163 ] |  |
| Техас             | 15    | вакантно                                                | вакантно        | вакантно       | - ▌ Моника Де ла Крус (Республиканская) — 53,32 % - ▌Мишель Вальехо (Демократическая) — 44,83 % - ▌Росс Леоне (Либертарианская) — 1,85 % | [ 162 ] [ 163 ] |  |
| Техас             | 16    | Вероника Эскобар                                        | Демократическая | Переизбрана    | - ▌ Вероника Эскобар (Демократическая) — 63,46 % - ▌Ирен Армендариз-Джексон (Республиканская) — 36,54 % | [ 162 ] [ 163 ] |  |
| Техас             | 17    | Пит Сешнс                                               | Республиканская | Переизбран     | - ▌ Пит Сешнс (Республиканская) — 66,48 % - ▌Мэри Джо Вудс (Демократическая) — 33,52 % | [ 162 ] [ 163 ] |  |
| Техас             | 18    | Шейла Джексон Ли                                        | Демократическая | Переизбрана    | - ▌ Шейла Джексон Ли (Демократическая) — 70,72 % - ▌Кармен Мария Монтьэль (Республиканская) — 26,20 % - ▌Винс Дункан (Независимый) — 1,77 % - ▌Фил Кёрц (Либертарианская) — 1,31 % | [ 162 ] [ 163 ] |  |
| Техас             | 19    | Джоди Аррингтон                                         | Республиканская | Переизбран     | - ▌ Джоди Аррингтон (Республиканская) — 80,30 % - ▌Натан Льюис (Независимый) — 19,70 % | [ 162 ] [ 163 ] |  |
| Техас             | 20    | Хоакин Кастро                                           | Демократическая | Переизбран     | - ▌ Хоакин Кастро (Демократическая) — 68,43 % - ▌Кайл Синклер (Республиканская) — 31,57 % | [ 162 ] [ 163 ] |  |
| Техас             | 21    | Чип Рой                                                 | Республиканская | Переизбран     | - ▌ Чип Рой (Республиканская) — 62,84 % - ▌Клаудия Сапата (Демократическая) — 37,16 % | [ 162 ] [ 163 ] |  |
| Техас             | 22    | Трой Нелс                                               | Республиканская | Переизбран     | - ▌ Трой Нелс (Республиканская) — 62,23 % - ▌Джейми Джордан (Демократическая) — 35,53 % - ▌Джозеф Лебланк (Либертарианская) — 2,24 % | [ 162 ] [ 163 ] |  |
| Техас             | 23    | Тони Гонсалес                                           | Республиканская | Переизбран     | - ▌ Тони Гонсалес (Республиканская) — 55,87 % - ▌Джон Лира (Демократическая) — 38,77 % - ▌Фрэнк Лопес (Независимый) — 5,36 % | [ 162 ] [ 163 ] |  |
| Техас             | 24    | Бет Ван Дуйн                                            | Республиканская | Переизбрана    | - ▌ Бет Ван Дуйн (Республиканская) — 59,75 % - ▌Джен Макдауэлл (Демократическая) — 40,25 % | [ 162 ] [ 163 ] |  |
| Техас             | 25    | Роджер Уильямс                                          | Республиканская | Переизбран     | - ▌ Роджер Уильямс (Республиканская) | [ 162 ] [ 163 ] |  |
| Техас             | 26    | Майкл Бёрджесс                                          | Республиканская | Переизбран     | - ▌ Майкл Бёрджесс (Республиканская) — 69,29 % - ▌Майк Коллс (Либертарианская) — 30,71 % | [ 162 ] [ 163 ] |  |
| Техас             | 27    | Майкл Клауд                                             | Республиканская | Переизбран     | - ▌ Майкл Клауд (Республиканская) — 64,44 % - ▌Макловио Перес-мл. (Демократическая) — 35,56 % | [ 162 ] [ 163 ] |  |
| Техас             | 28    | Генри Куэльяр                                           | Демократическая | Переизбран     | - ▌ Генри Куэльяр (Демократическая) — 56,65 % - ▌Касси Гарсия (Республиканская) — 43,35 % | [ 162 ] [ 163 ] |  |
| Техас             | 29    | Сильвия Гарсия                                          | Демократическая | Переизбрана    | - ▌ Сильвия Гарсия (Демократическая) — 71,41 % - ▌Роберт Шафранек (Республиканская) — 28,59 % | [ 162 ] [ 163 ] |  |
| Техас             | 30    | Эдди Бернис Джонсон                                     | Демократическая | Покинула пост  | - ▌ Джазмин Крокетт (Демократическая) — 75,02 % - ▌Джеймс Роджерс (Республиканская) — 21,81 % - ▌Захария Мэннинг (Независимый) — 2,12 % - ▌Фил Грей (Либертарианская) — 1,05 % | [ 162 ] [ 163 ] |  |
| Техас             | 31    | Джон Картер                                             | Республиканская | Переизбран     | - ▌ Джон Картер (Республиканская) | [ 162 ] [ 163 ] |  |
| Техас             | 32    | Колин Оллред                                            | Демократическая | Переизбран     | - ▌ Колин Оллред (Демократическая) — 65,36 % - ▌Антонио Свад (Республиканская) — 34,64 % | [ 162 ] [ 163 ] |  |
| Техас             | 33    | Марк Визи                                               | Демократическая | Переизбран     | - ▌ Марк Визи (Демократическая) — 71,98 % - ▌Патрик Гиллеспи (Республиканская) — 25,61 % - ▌Кен Эшби (Либертарианская) — 2,41 % | [ 162 ] [ 163 ] |  |
| Техас             | 34    | Майра Флорес                                            | Республиканская | Переизбирается | - ▌ Висенте Гонсалес (Демократическая) — 52,73 % - ▌Майра Флорес (Республиканская) — 44,23 % - ▌Крис Ройял (Независимый) — 3,04 % | [ 162 ] [ 163 ] |  |
| Техас             | 34    | Висенте Гонсалес Перераспределён из 15-го округа.       | Демократическая | Переизбран     | - ▌ Висенте Гонсалес (Демократическая) — 52,73 % - ▌Майра Флорес (Республиканская) — 44,23 % - ▌Крис Ройял (Независимый) — 3,04 % | [ 162 ] [ 163 ] |  |
| Техас             | 35    | вакантно                                                | вакантно        | вакантно       | - ▌ Грег Касар (Демократическая) — 72,58 % - ▌Дэн Маккуин (Республиканская) — 27,42 % | [ 162 ] [ 163 ] |  |
| Техас             | 36    | Брайан Бабин                                            | Республиканская | Переизбран     | - ▌ Брайан Бабин (Республиканская) — 69,46 % - ▌Джон Хейр (Демократическая) — 30,54 % | [ 162 ] [ 163 ] |  |
| Техас             | 37    | Ллойд Доггетт Перераспределён из 35-го округа.          | Демократическая | Переизбран     | - ▌ Ллойд Доггетт (Демократическая) — 76,80 % - ▌Дженни Шэрон (Республиканская) — 20,98 % - ▌Кларк Паттерсон (Либертарианская) — 2,22 % | [ 162 ] [ 163 ] |  |
| Техас             | 38    | вакантно                                                | вакантно        | вакантно       | - ▌ Уэсли Хант (Республиканская) — 62,95 % - ▌Дункан Клюссманн (Демократическая) — 35,52 % - ▌Джоэл Деджин (Независимый) — 1,53 % | [ 162 ] [ 163 ] |  |
|                   |       |                                                         |                 |                | |                 |  |
| Флорида           | 1     | Мэтт Гетц                                               | Республиканская | Переизбран     | - ▌ Мэтт Гетц (Республиканская) — 67,86 % - ▌Ребекка Джонс (Демократическая) — 32,14 % | [ 164 ] [ 165 ] |  |
| Флорида           | 2     | Нил Данн                                                | Республиканская | Переизбран     | - ▌ Нил Данн (Республиканская) — 59,80 % - ▌Эл Лоусон (Демократическая) — 40,20 % | [ 164 ] [ 165 ] |  |
| Флорида           | 2     | Эл Лоусон Перераспределён из 5-го округа.               | Демократическая | Покинул пост   | - ▌ Нил Данн (Республиканская) — 59,80 % - ▌Эл Лоусон (Демократическая) — 40,20 % | [ 164 ] [ 165 ] |  |
| Флорида           | 3     | Кэт Кэммак                                              | Республиканская | Переизбрана    | - ▌ Кэт Кэммак (Республиканская) — 62,51 % - ▌Даниэль Хоук (Демократическая) — 36,29 % - ▌Линда Брукс (Независимая) — 1,20 % | [ 164 ] [ 165 ] |  |
| Флорида           | 4     | вакантно                                                | вакантно        | вакантно       | - ▌ Аарон Бин (Республиканская) — 60,45 % - ▌Лашонда Холлоуэй (Демократическая) — 39,55 % | [ 164 ] [ 165 ] |  |
| Флорида           | 5     | Джон Резерфорд Перераспределён из 4-го округа.          | Республиканская | Переизбран     | - ▌ Джон Резерфорд (Республиканская) | [ 164 ] [ 165 ] |  |
| Флорида           | 6     | Майкл Уолтц                                             | Республиканская | Переизбран     | - ▌ Майкл Уолтц (Республиканская) — 75,33 % - ▌Джо Ханнуш (Либертарианская) — 24,67 % | [ 164 ] [ 165 ] |  |
| Флорида           | 7     | Стефани Мёрфи                                           | Демократическая | Покинула пост  | - ▌ Кори Миллс (Республиканская) — 58,53 % - ▌Карен Грин (Демократическая) — 41,47 % | [ 164 ] [ 165 ] |  |
| Флорида           | 8     | Билл Поузи                                              | Республиканская | Переизбран     | - ▌ Билл Поузи (Республиканская) — 64,91 % - ▌Джоанна Терри (Демократическая) — 35,09 % | [ 164 ] [ 165 ] |  |
| Флорида           | 9     | Даррен Сото                                             | Демократическая | Переизбран     | - ▌ Даррен Сото (Демократическая) — 53,64 % - ▌Скотти Мур (Республиканская) — 46,36 % | [ 164 ] [ 165 ] |  |
| Флорида           | 10    | Вэл Демингс                                             | Демократическая | Покинула пост  | - ▌ Максвелл Фрост (Демократическая) — 59,00 % - ▌Кэлвин Уимбиш (Республиканская) — 39,44 % - ▌Джейсон Холик (Независимый) — 1,00 % - ▌Уша Джайн (Независимая) — 0,56 % | [ 164 ] [ 165 ] |  |
| Флорида           | 11    | Даниэль Уэбстер                                         | Республиканская | Переизбран     | - ▌ Даниэль Уэбстер (Республиканская) — 63,08 % - ▌Шанте Маннс (Демократическая) — 35,41 % - ▌Кевин Портер (Независимый) — 1,51 % | [ 164 ] [ 165 ] |  |
| Флорида           | 12    | Гас Билиракис                                           | Республиканская | Переизбран     | - ▌ Гас Билиракис (Республиканская) — 70,38 % - ▌Кимберли Уокер (Демократическая) — 29,62 % | [ 164 ] [ 165 ] |  |
| Флорида           | 13    | вакантно                                                | вакантно        | вакантно       | - ▌ Анна Паулина Луна (Республиканская) — 53,14 % - ▌Эрик Линн (Демократическая) — 45,06 % - ▌Фрэнк Крафт (Либертарианская) — 1,80 % | [ 164 ] [ 165 ] |  |
| Флорида           | 14    | Кэти Кастор                                             | Демократическая | Переизбрана    | - ▌ Кэти Кастор (Демократическая) — 56,90 % - ▌Джеймс Джадж (Республиканская) — 43,10 % | [ 164 ] [ 165 ] |  |
| Флорида           | 15    | вакантно                                                | вакантно        | вакантно       | - ▌ Лорел Ли (Республиканская) — 58,54 % - ▌Алан Кон (Демократическая) — 41,46 % | [ 164 ] [ 165 ] |  |
| Флорида           | 16    | Верн Бьюкенен                                           | Республиканская | Переизбран     | - ▌ Верн Бьюкенен (Республиканская) — 62,15 % - ▌Ян Шнайдер (Демократическая) — 37,85 % | [ 164 ] [ 165 ] |  |
| Флорида           | 17    | Грег Стюбе                                              | Республиканская | Переизбран     | - ▌ Грег Стюбе (Республиканская) — 63,84 % - ▌Андреа Кейл (Демократическая) — 35,52 % - ▌Теодор Мюррей (Независимый) — 0,64 % | [ 164 ] [ 165 ] |  |
| Флорида           | 18    | Скотт Франклин Перераспределён из 15-го округа.         | Республиканская | Переизбран     | - ▌ Скотт Франклин (Республиканская) — 74,72 % - ▌Кит Хейден (Независимый) — 25,28 % | [ 164 ] [ 165 ] |  |
| Флорида           | 19    | Байрон Дональдс                                         | Республиканская | Переизбран     | - ▌ Байрон Дональдс (Республиканская) — 68,01 % - ▌Синди Баньяи (Демократическая) — 31,99 % | [ 164 ] [ 165 ] |  |
| Флорида           | 20    | Шейла Черфилус-Маккормик                                | Демократическая | Переизбрана    | - ▌ Шейла Черфилус-Маккормик (Демократическая) — 72,31 % - ▌Дрю-Монтес Кларк (Республиканская) — 27,69 % | [ 164 ] [ 165 ] |  |
| Флорида           | 21    | Брайан Маст Перераспределён из 18-го округа.            | Республиканская | Переизбран     | - ▌ Брайан Маст (Республиканская) — 63,50 % - ▌Коринна Робинсон (Демократическая) — 36,50 % | [ 164 ] [ 165 ] |  |
| Флорида           | 22    | Лоис Франкель Перераспределена из 21-го округа.         | Демократическая | Переизбрана    | - ▌ Лоис Франкель (Демократическая) — 55,11 % - ▌Даниэль Францезе (Республиканская) — 44,89 % | [ 164 ] [ 165 ] |  |
| Флорида           | 23    | вакантно                                                | вакантно        | вакантно       | - ▌ Джаред Московиц (Демократическая) — 51,59 % - ▌Джо Бадд (Республиканская) — 46,83 % - ▌Кристин Скотт (Независимая) — 1,10 % - ▌Марк Нейпир (Независимый) — 0,48 % | [ 164 ] [ 165 ] |  |
| Флорида           | 24    | Фредерика Уилсон                                        | Демократическая | Переизбрана    | - ▌ Фредерика Уилсон (Демократическая) — 71,79 % - ▌Хесус Наварро (Республиканская) — 28,21 % | [ 164 ] [ 165 ] |  |
| Флорида           | 25    | Дебби Вассерман-Шульц Перераспределена из 23-го округа. | Демократическая | Переизбрана    | - ▌ Дебби Вассерман-Шульц (Демократическая) — 55,09 % - ▌Карла Сполдинг (Республиканская) — 44,91 % | [ 164 ] [ 165 ] |  |
| Флорида           | 26    | Марио Диас-Баларт Перераспределён из 25-го округа.      | Республиканская | Переизбран     | - ▌ Марио Диас-Баларт (Республиканская) — 70,87 % - ▌Кристин Оливо (Демократическая) — 29,13 % | [ 164 ] [ 165 ] |  |
| Флорида           | 27    | Мария Эльвира Салазар                                   | Республиканская | Переизбрана    | - ▌ Мария Эльвира Салазар (Республиканская) — 57,29 % - ▌Аннет Таддео (Демократическая) — 42,71 % | [ 164 ] [ 165 ] |  |
| Флорида           | 28    | Карлос Хименес Перераспределён из 26-го округа.         | Республиканская | Переизбран     | - ▌ Карлос Хименес (Республиканская) — 63,69 % - ▌Роберт Асенсио (Демократическая) — 36,31 % | [ 164 ] [ 165 ] |  |
|                   |       |                                                         |                 |                | |                 |  |
| Южная Дакота      | —     | Дасти Джонсон                                           | Республиканская | Переизбран     | - ▌ Дасти Джонсон (Республиканская) — 77,42 % - ▌Колин Дюпрел (Либертарианская) — 22,58 % | [ 166 ] [ 167 ] |  |
|                   |       |                                                         |                 |                | |                 |  |
| Южная Каролина    | 1     | Нэнси Мэйс                                              | Республиканская | Переизбрана    | - ▌ Нэнси Мэйс (Республиканская) — 56,49 % - ▌Энни Эндрюс (Демократическая) — 42,54 % - ▌Джозеф Оддо (Альянс) — 0,97 % | [ 168 ] [ 169 ] |  |
| Южная Каролина    | 2     | Джо Уилсон                                              | Республиканская | Переизбран     | - ▌ Джо Уилсон (Республиканская) — 60,09 % - ▌Джадд Ларкинс (Демократическая) — 39,91 % | [ 168 ] [ 169 ] |  |
| Южная Каролина    | 3     | Джефф Дункан                                            | Республиканская | Переизбран     | - ▌ Джефф Дункан (Республиканская) | [ 168 ] [ 169 ] |  |
| Южная Каролина    | 4     | Уильям Тиммонс                                          | Республиканская | Переизбран     | - ▌ Уильям Тиммонс (Республиканская) | [ 168 ] [ 169 ] |  |
| Южная Каролина    | 5     | Ральф Норман                                            | Республиканская | Переизбран     | - ▌ Ральф Норман (Республиканская) — 64,05 % - ▌Эванджелин Хандли (Демократическая) — 34,48 % - ▌Ларри Гейтер (Партия зелёных) — 1,47 % | [ 168 ] [ 169 ] |  |
| Южная Каролина    | 6     | Джим Клайберн                                           | Демократическая | Переизбран     | - ▌ Джим Клайберн (Демократическая) — 62,11 % - ▌Дьюк Бакнер (Республиканская) — 37,89 % | [ 168 ] [ 169 ] |  |
| Южная Каролина    | 7     | Том Райс                                                | Республиканская | Покинул пост   | - ▌ Рассел Фрай (Республиканская) — 64,88 % - ▌Дэрил Скотт (Демократическая) — 35,12 % | [ 168 ] [ 169 ] |  |
|                   |       |                                                         |                 |                | |                 |  |
| Юта               | 1     | Блейк Мур                                               | Республиканская | Переизбран     | - ▌ Блейк Мур (Республиканская) — 66,97 % - ▌Рик Джонс (Демократическая) — 33,03 % | [ 171 ] [ 172 ] |  |
| Юта               | 2     | Крис Стюарт                                             | Республиканская | Переизбран     | - ▌ Крис Стюарт (Республиканская) — 59,71 % - ▌Ник Митчелл (Демократическая) — 34,01 % - ▌Джей Макфарланд (Объединённая партия Юты) — 3,32 % - ▌Кэсси Исли (Конституционная) — 2,96 % | [ 171 ] [ 172 ] |  |
| Юта               | 3     | Джон Кёртис                                             | Республиканская | Переизбран     | - ▌ Джон Кёртис (Республиканская) — 64,40 % - ▌Гленн Райт (Демократическая) — 29,53 % - ▌Майкл Стоддард (Либертарианская) — 2,92 % - ▌Даниэль Каммингс (Конституционная) — 1,72 % - ▌Аарон Хайнеман (Американская независимая) — 1,42 % | [ 171 ] [ 172 ] |  |
| Юта               | 4     | Бёджесс Оуэнс                                           | Республиканская | Переизбран     | - ▌ Бёрджесс Оуэнс (Республиканская) — 61,06 % - ▌Дарлин Макдональд (Демократическая) — 32,35 % - ▌Дженьюари Уокер (Объединённая партия Юты) — 6,59 % | [ 171 ] [ 172 ] |  |

## Делегаты без права голоса
| Территория                  | Делегат                 | Партия          | Статус       | Кандидаты (партия) | Прим.           |
| --------------------------- | ----------------------- | --------------- | ------------ | --- | --------------- |
| Американское Самоа          | Амата Коулман Радеваген | Республиканская | Переизбрана  | - ▌ Амата Коулман Радеваген (Республиканская) | [ 173 ]         |
| Виргинские Острова          | Стейси Пласкетт         | Демократическая | Переизбрана  | - ▌ Стейси Пласкетт (Демократическая) | [ 174 ]         |
| Гуам                        | Майкл Сан-Николас       | Демократическая | Покинул пост | - ▌ Джим Мойлан (Республиканская) — 52,47 % - ▌Джудит Вон Пат (Демократическая) — 47,53 % | [ 176 ] [ 177 ] |
| Округ Колумбия              | Элеонор Холмс Нортон    | Демократическая | Переизбрана  | - ▌ Элеонор Холмс Нортон (Демократическая) — 87,20 % - ▌Нельсон Рименснайдер (Республиканская) — 5,86 % - ▌Натале Страцуцци (Партия зелёных) — 4,94 % - ▌Брюс Мейджорс (Либертарианская) — 2,00 % | [ 178 ] [ 179 ] |
| Северные Марианские Острова | Грегорио Саблан         | Демократическая | Переизбран   | - ▌ Грегорио Саблан (Демократическая) | [ 180 ]         |